# Lista de municípios do Brasil
Este artigo lista, em ordem alfabética, todos os 5 569 municípios brasileiros, de acordo com a Divisão Territorial Brasileira de 2024 do IBGE.
Na Divisão Territorial Brasileira de 2024, somam-se a esses municípios mais duas entidades: um Distrito Federal (Brasília) que tem um estatuto único no Brasil, já que é uma divisão administrativa distinta de um município legal; e um Distrito Estadual em Pernambuco (Fernando de Noronha). Brasília (Distrito Federal). Por isso, esses dois distritos não estão listados aqui.

Divisão municipal do Brasil. Note-se a alta densidade de municípios no litoral.

## A
| | | |
| - Abadia de Goiás (GO) - Abadia dos Dourados (MG) - Abadiânia (GO) - Abaeté (MG) - Abaetetuba (PA) - Abaiara (CE) - Abaíra (BA) - Abaré (BA) - Abatiá (PR) - Abdon Batista (SC) - Abelardo Luz (SC) - Abel Figueiredo (PA) - Abre Campo (MG) - Abreu e Lima (PE) - Abreulândia (TO) - Acaiaca (MG) - Açailândia (MA) - Acajutiba (BA) - Acará (PA) - Acarape (CE) - Acaraú (CE) - Acari (RN) - Acauã (PI) - Aceguá (RS) - Acopiara (CE) - Acorizal (MT) - Acrelândia (AC) - Acreúna (GO) - Açucena (MG) - Adamantina (SP) - Adelândia (GO) - Adolfo (SP) - Adrianópolis (PR) - Adustina (BA) - Afogados da Ingazeira (PE) - Afonso Bezerra (RN) - Afonso Cláudio (ES) - Afonso Cunha (MA) - Afrânio (PE) - Afuá (PA) - Agrestina (PE) - Agricolândia (PI) - Agrolândia (SC) - Agronômica (SC) - Água Azul do Norte (PA) - Água Boa (MG) - Água Boa (MT) - Água Branca (AL) - Água Branca (PB) - Água Branca (PI) - Água Clara (MS) - Água Comprida (MG) - Água Doce (SC) - Água Doce do Maranhão (MA) - Água Doce do Norte (ES) - Água Fria (BA) - Água Fria de Goiás (GO) - Aguaí (SP) - Água Limpa (GO) - Aguanil (MG) - Água Nova (RN) - Água Preta (PE) - Água Santa (RS) - Águas Belas (PE) - Águas da Prata (SP) - Águas de Chapecó (SC) - Águas de Lindóia (SP) - Águas de Santa Bárbara (SP) - Águas de São Pedro (SP) - Águas Formosas (MG) - Águas Frias (SC) - Águas Lindas de Goiás (GO) - Águas Mornas (SC) - Águas Vermelhas (MG) - Agudo (RS) - Agudos (SP) - Agudos do Sul (PR) - Águia Branca (ES) - Aguiar (PB) - Aguiarnópolis (TO) - Aimorés (MG) - Aiquara (BA) - Aiuaba (CE) - Aiuruoca (MG) - Ajuricaba (RS) - Alagoa (MG) - Alagoa Grande (PB) - Alagoa Nova (PB) - Alagoinha (PB) - Alagoinha (PE) - Alagoinha do Piauí (PI) - Alagoinhas (BA) - Alambari (SP) - Albertina (MG) - Alcântara (MA) - Alcântaras (CE) - Alcantil (PB) - Alcinópolis (MS) - Alcobaça (BA) - Aldeias Altas (MA) - Alecrim (RS) - Alegre (ES) - Alegrete (RS) - Alegrete do Piauí (PI) - Alegria (RS) - Além Paraíba (MG) - Alenquer (PA) - Alexandria (RN) - Alexânia (GO) - Alfenas (MG) - Alfredo Chaves (ES) - Alfredo Marcondes (SP) - Alfredo Vasconcelos (MG) - Alfredo Wagner (SC) - Algodão de Jandaíra (PB) - Alhandra (PB) - Aliança (PE) - Aliança do Tocantins (TO) - Almadina (BA) - Almas (TO) - Almeirim (PA) - Almenara (MG) - Almino Afonso (RN) - Almirante Tamandaré (PR) - Almirante Tamandaré do Sul (RS) - Aloândia (GO) - Alpercata (MG) - Alpestre (RS) - Alpinópolis (MG) - Alta Floresta (MT) - Alta Floresta d'Oeste (RO) - Altair (SP) - Altamira (PA) - Altamira do Maranhão (MA) - Altamira do Paraná (PR) - Altaneira (CE) - Alterosa (MG) - Altinho (PE) - Altinópolis (SP) - Alto Alegre (RR) - Alto Alegre (RS) - Alto Alegre (SP) - Alto Alegre do Maranhão (MA) - Alto Alegre do Pindaré (MA) - Alto Alegre dos Parecis (RO) - Alto Araguaia (MT) - Alto Bela Vista (SC) - Alto da Boa Vista (MT) | - Alto Caparaó (MG) - Alto do Rodrigues (RN) - Alto Feliz (RS) - Alto Garças (MT) - Alto Horizonte (GO) - Alto Jequitibá (MG) - Alto Longá (PI) - Altônia (PR) - Alto Paraguai (MT) - Alto Paraíso (PR) - Alto Paraíso (RO) - Alto Paraíso de Goiás (GO) - Alto Paraná (PR) - Alto Parnaíba (MA) - Alto Piquiri (PR) - Alto Rio Doce (MG) - Alto Rio Novo (ES) - Altos (PI) - Alto Santo (CE) - Alto Taquari (MT) - Alumínio (SP) - Alvarães (AM) - Alvarenga (MG) - Álvares Florence (SP) - Álvares Machado (SP) - Álvaro de Carvalho (SP) - Alvinlândia (SP) - Alvinópolis (MG) - Alvorada (RS) - Alvorada (TO) - Alvorada de Minas (MG) - Alvorada d'Oeste (RO) - Alvorada do Gurgueia (PI) - Alvorada do Norte (GO) - Alvorada do Sul (PR) - Amajari (RR) - Amambai (MS) - Amapá (AP) - Amapá do Maranhão (MA) - Amaporã (PR) - Amaraji (PE) - Amaral Ferrador (RS) - Amaralina (GO) - Amarante (PI) - Amarante do Maranhão (MA) - Amargosa (BA) - Amaturá (AM) - Amélia Rodrigues (BA) - América Dourada (BA) - Americana (SP) - Americano do Brasil (GO) - Américo Brasiliense (SP) - Américo de Campos (SP) - Ametista do Sul (RS) - Amontada (CE) - Amorinópolis (GO) - Amparo (PB) - Amparo (SP) - Amparo do São Francisco (SE) - Amparo do Serra (MG) - Ampére (PR) - Anadia (AL) - Anagé (BA) - Anahy (PR) - Anajás (PA) - Anajatuba (MA) - Analândia (SP) - Anamã (AM) - Ananás (TO) - Ananindeua (PA) - Anápolis (GO) - Anapu (PA) - Anapurus (MA) - Anastácio (MS) - Anaurilândia (MS) - Anchieta (ES) - Anchieta (SC) - Andaraí (BA) - Andirá (PR) - Andorinha (BA) - Andradas (MG) - Andradina (SP) - André da Rocha (RS) - Andrelândia (MG) - Angatuba (SP) - Angelândia (MG) - Angélica (MS) - Angelim (PE) - Angelina (SC) - Angical (BA) - Angical do Piauí (PI) - Angico (TO) - Angicos (RN) - Angra dos Reis (RJ) - Anguera (BA) - Ângulo (PR) - Anhanguera (GO) - Anhembi (SP) - Anhumas (SP) - Anicuns (GO) - Anísio de Abreu (PI) - Anita Garibaldi (SC) - Anitápolis (SC) - Anori (AM) - Anta Gorda (RS) - Antas (BA) - Antonina (PR) - Antonina do Norte (CE) - Antônio Almeida (PI) - Antônio Cardoso (BA) - Antônio Carlos (MG) - Antônio Carlos (SC) - Antônio Dias (MG) - Antônio Gonçalves (BA) - Antônio João (MS) - Antônio Martins (RN) - Antônio Olinto (PR) - Antônio Prado (RS) - Antônio Prado de Minas (MG) - Aparecida (PB) - Aparecida (SP) - Aparecida de Goiânia (GO) - Aparecida d'Oeste (SP) - Aparecida do Rio Doce (GO) - Aparecida do Rio Negro (TO) - Aparecida do Taboado (MS) - Aperibé (RJ) - Apiacá (ES) - Apiacás (MT) - Apiaí (SP) - Apicum-Açu (MA) - Apiúna (SC) - Apodi (RN) - Aporá (BA) - Aporé (GO) - Apuarema (BA) - Apucarana (PR) - Apuí (AM) - Apuiarés (CE) - Aquidabã (SE) - Aquidauana (MS) - Aquiraz (CE) - Arabutã (SC) - Araçagi (PB) - Araçaí (MG) - Aracaju (SE) - Araçariguama (SP) | - Araçás (BA) - Aracati (CE) - Aracatu (BA) - Araçatuba (SP) - Araci (BA) - Aracitaba (MG) - Aracoiaba (CE) - Araçoiaba (PE) - Araçoiaba da Serra (SP) - Aracruz (ES) - Araçu (GO) - Araçuaí (MG) - Aragarças (GO) - Aragoiânia (GO) - Aragominas (TO) - Araguacema (TO) - Araguaçu (TO) - Araguaiana (MT) - Araguaína (TO) - Araguainha (MT) - Araguanã (MA) - Araguanã (TO) - Araguapaz (GO) - Araguari (MG) - Araguatins (TO) - Araioses (MA) - Aral Moreira (MS) - Aramari (BA) - Arambaré (RS) - Arame (MA) - Aramina (SP) - Arandu (SP) - Arantina (MG) - Arapeí (SP) - Arapiraca (AL) - Arapoema (TO) - Araponga (MG) - Arapongas (PR) - Araporã (MG) - Arapoti (PR) - Arapuá (MG) - Arapuã (PR) - Araputanga (MT) - Araquari (SC) - Arara (PB) - Araranguá (SC) - Araraquara (SP) - Araras (SP) - Ararendá (CE) - Arari (MA) - Araricá (RS) - Araripe (CE) - Araripina (PE) - Araruama (RJ) - Araruna (PB) - Araruna (PR) - Arataca (BA) - Aratiba (RS) - Aratuba (CE) - Aratuípe (BA) - Arauá (SE) - Araucária (PR) - Araújos (MG) - Araxá (MG) - Arceburgo (MG) - Arco-Íris (SP) - Arcos (MG) - Arcoverde (PE) - Areado (MG) - Areal (RJ) - Arealva (SP) - Areia (PB) - Areia Branca (RN) - Areia Branca (SE) - Areia de Baraúnas (PB) - Areial (PB) - Areias (SP) - Areiópolis (SP) - Arenápolis (MT) - Arenópolis (GO) - Arez (Rio Grande do Norte) (RN) - Argirita (MG) - Aricanduva (MG) - Arinos (MG) - Aripuanã (MT) - Ariquemes (RO) - Ariranha (SP) - Ariranha do Ivaí (PR) - Armação dos Búzios (RJ) - Armazém (SC) - Arneiroz (CE) - Aroazes (PI) - Aroeiras (PB) - Aroeiras do Itaim (PI) - Arraial (PI) - Arraial do Cabo (RJ) - Arraias (TO) - Arroio do Meio (RS) - Arroio do Padre (RS) - Arroio do Sal (RS) - Arroio dos Ratos (RS) - Arroio do Tigre (RS) - Arroio Grande (RS) - Arroio Trinta (SC) - Artur Nogueira (SP) - Aruanã (GO) - Arujá (SP) - Arvoredo (SC) - Arvorezinha (RS) - Ascurra (SC) - Aspásia (SP) - Assaí (PR) - Assaré (CE) - Assis (SP) - Assis Brasil (AC) - Assis Chateaubriand (PR) - Assu (RN) - Assunção (PB) - Assunção do Piauí (PI) - Astolfo Dutra (MG) - Astorga (PR) - Atalaia (AL) - Atalaia (PR) - Atalaia do Norte (AM) - Atalanta (SC) - Ataléia (MG) - Atibaia (SP) - Atílio Vivácqua (ES) - Augustinópolis (TO) - Augusto Corrêa (PA) - Augusto de Lima (MG) - Augusto Pestana (RS) - Áurea (RS) - Aurelino Leal (BA) - Auriflama (SP) - Aurilândia (GO) - Aurora (CE) - Aurora (SC) - Aurora do Pará (PA) - Aurora do Tocantins (TO) - Autazes (AM) - Avaí (SP) - Avanhandava (SP) - Avaré (SP) - Aveiro (PA) - Avelino Lopes (PI) - Avelinópolis (GO) - Axixá (MA) - Axixá do Tocantins (TO) |

## B
| | | |
| - Babaçulândia (TO) - Bacabal (MA) - Bacabeira (MA) - Bacuri (MA) - Bacurituba (MA) - Bady Bassitt (SP) - Baependi (MG) - Bagé (RS) - Bagre (PA) - Baía da Traição (PB) - Baía Formosa (RN) - Baianópolis (BA) - Baião (PA) - Baixa Grande (BA) - Baixa Grande do Ribeiro (PI) - Baixio (CE) - Baixo Guandu (ES) - Balbinos (SP) - Baldim (MG) - Baliza (GO) - Balneário Arroio do Silva (SC) - Balneário Barra do Sul (SC) - Balneário Camboriú (SC) - Balneário Gaivota (SC) - Balneário Piçarras (SC) - Balneário Pinhal (RS) - Balneário Rincão (SC) - Balsa Nova (PR) - Bálsamo (SP) - Balsas (MA) - Bambuí (MG) - Banabuiú (CE) - Bananal (SP) - Bananeiras (PB) - Bandeira (MG) - Bandeira do Sul (MG) - Bandeirante (SC) - Bandeirantes (MS) - Bandeirantes (PR) - Bandeirantes do Tocantins (TO) - Bannach (PA) - Banzaê (BA) - Barão (RS) - Barão de Antonina (SP) - Barão de Cocais (MG) - Barão de Cotegipe (RS) - Barão de Grajaú (MA) - Barão de Melgaço (MT) - Barão de Monte Alto (MG) - Barão do Triunfo (RS) - Baraúna (PB) - Baraúna (RN) - Barbacena (MG) - Barbalha (CE) - Barbosa (SP) - Barbosa Ferraz (PR) - Barcarena (PA) - Barcelona (RN) - Barcelos (AM) - Bariri (SP) - Barra (BA) - Barra Bonita (SC) - Barra Bonita (SP) - Barracão (PR) - Barracão (RS) - Barra da Estiva (BA) - Barra d'Alcântara (PI) - Barra de Guabiraba (PE) - Barra de Santana (PB) - Barra de Santa Rosa (PB) - Barra de Santo Antônio (AL) - Barra de São Francisco (ES) - Barra de São Miguel (AL) - Barra de São Miguel (PB) - Barra do Bugres (MT) - Barra do Chapéu (SP) - Barra do Choça (BA) - Barra do Corda (MA) - Barra do Garças (MT) - Barra do Guarita (RS) - Barra do Jacaré (PR) - Barra do Mendes (BA) - Barra do Ouro (TO) - Barra do Piraí (RJ) - Barra do Quaraí (RS) - Barra do Ribeiro (RS) - Barra do Rio Azul (RS) - Barra do Rocha (BA) - Barra dos Coqueiros (SE) - Barra do Turvo (SP) - Barra Funda (RS) - Barra Longa (MG) - Barra Mansa (RJ) - Barras (PI) - Barra Velha (SC) - Barreira (CE) - Barreiras (BA) - Barreiras do Piauí (PI) - Barreirinha (AM) - Barreirinhas (MA) - Barreiros (PE) - Barretos (SP) - Barrinha (SP) - Barro (CE) - Barro Alto (BA) - Barro Alto (GO) - Barrocas (BA) - Barro Duro (PI) - Barrolândia (TO) - Barro Preto (BA) - Barroquinha (CE) - Barros Cassal (RS) - Barroso (MG) - Barueri (SP) - Bastos (SP) - Bataguassu (MS) - Batalha (AL) - Batalha (PI) - Batatais (SP) - Batayporã (MS) - Baturité (CE) - Bauru (SP) - Bayeux (PB) - Bebedouro (SP) | - Beberibe (CE) - Bela Cruz (CE) - Belágua (MA) - Bela Vista (MS) - Bela Vista da Caroba (PR) - Bela Vista de Goiás (GO) - Bela Vista de Minas (MG) - Bela Vista do Maranhão (MA) - Bela Vista do Paraíso (PR) - Bela Vista do Piauí (PI) - Bela Vista do Toldo (SC) - Belém (AL) - Belém (PA) - Belém (PB) - Belém de Maria (PE) - Belém do Brejo do Cruz (PB) - Belém do Piauí (PI) - Belém do São Francisco (PE) - Belford Roxo (RJ) - Belmiro Braga (MG) - Belmonte (BA) - Belmonte (SC) - Belo Campo (BA) - Belo Horizonte (MG) - Belo Jardim (PE) - Belo Monte (AL) - Belo Oriente (MG) - Belo Vale (MG) - Belterra (PA) - Beneditinos (PI) - Benedito Leite (MA) - Benedito Novo (SC) - Benevides (PA) - Benjamin Constant (AM) - Benjamin Constant do Sul (RS) - Bento de Abreu (SP) - Bento Fernandes (RN) - Bento Gonçalves (RS) - Bequimão (MA) - Berilo (MG) - Berizal (MG) - Bernardino Batista (PB) - Bernardino de Campos (SP) - Bernardo do Mearim (MA) - Bernardo Sayão (TO) - Bertioga (SP) - Bertolínia (PI) - Bertópolis (MG) - Beruri (AM) - Betânia (PE) - Betânia do Piauí (PI) - Betim (MG) - Bezerros (PE) - Bias Fortes (MG) - Bicas (MG) - Biguaçu (SC) - Bilac (SP) - Biquinhas (MG) - Birigui (SP) - Biritiba Mirim (SP) - Biritinga (BA) - Bituruna (PR) - Blumenau (SC) - Boa Esperança (ES) - Boa Esperança (MG) - Boa Esperança (PR) - Boa Esperança do Iguaçu (PR) - Boa Esperança do Norte (MT) - Boa Esperança do Sul (SP) - Boa Hora (PI) - Boa Nova (BA) - Boa Saúde (RN) - Boa Ventura (PB) - Boa Ventura de São Roque (PR) - Boa Viagem (CE) - Boa Vista (PB) - Boa Vista (RR) - Boa Vista da Aparecida (PR) - Boa Vista das Missões (RS) - Boa Vista do Buricá (RS) - Boa Vista do Cadeado (RS) - Boa Vista do Gurupi (MA) - Boa Vista do Incra (RS) - Boa Vista do Ramos (AM) - Boa Vista do Sul (RS) - Boa Vista do Tupim (BA) - Boca da Mata (AL) - Boca do Acre (AM) - Bocaina (PI) - Bocaina (SP) - Bocaina de Minas (MG) - Bocaina do Sul (SC) - Bocaiuva (MG) - Bocaiúva do Sul (PR) - Bodó (RN) - Bodocó (PE) - Bodoquena (MS) - Bofete (SP) - Boituva (SP) - Bombinhas (SC) - Bom Conselho (PE) - Bom Despacho (MG) - Bom Jardim (MA) - Bom Jardim (PE) - Bom Jardim (RJ) - Bom Jardim da Serra (SC) - Bom Jardim de Goiás (GO) - Bom Jardim de Minas (MG) - Bom Jesus (PB) - Bom Jesus (PI) - Bom Jesus (RN) - Bom Jesus (RS) - Bom Jesus (SC) - Bom Jesus da Lapa (BA) - Bom Jesus da Penha (MG) - Bom Jesus da Serra (BA) - Bom Jesus das Selvas (MA) - Bom Jesus de Goiás (GO) - Bom Jesus do Amparo (MG) - Bom Jesus do Araguaia (MT) - Bom Jesus do Galho (MG) - Bom Jesus do Itabapoana (RJ) - Bom Jesus do Norte (ES) - Bom Jesus do Oeste (SC) - Bom Jesus dos Perdões (SP) | - Bom Jesus do Sul (PR) - Bom Jesus do Tocantins (PA) - Bom Jesus do Tocantins (TO) - Bom Lugar (MA) - Bom Princípio (RS) - Bom Princípio do Piauí (PI) - Bom Progresso (RS) - Bom Repouso (MG) - Bom Retiro (SC) - Bom Retiro do Sul (RS) - Bom Sucesso (MG) - Bom Sucesso (PB) - Bom Sucesso (PR) - Bom Sucesso de Itararé (SP) - Bom Sucesso do Sul (PR) - Bonfim (MG) - Bonfim (RR) - Bonfim do Piauí (PI) - Bonfinópolis (GO) - Bonfinópolis de Minas (MG) - Boninal (BA) - Bonito (BA) - Bonito (MS) - Bonito (PA) - Bonito (PE) - Bonito de Minas (MG) - Bonito de Santa Fé (PB) - Bonópolis (GO) - Boqueirão (PB) - Boqueirão do Leão (RS) - Boqueirão do Piauí (PI) - Boquim (SE) - Boquira (BA) - Borá (SP) - Boraceia (SP) - Borba (AM) - Borborema (PB) - Borborema (SP) - Borda da Mata (MG) - Borebi (SP) - Borrazópolis (PR) - Bossoroca (RS) - Botelhos (MG) - Botucatu (SP) - Botumirim (MG) - Botuporã (BA) - Botuverá (SC) - Bozano (RS) - Braço do Norte (SC) - Braço do Trombudo (SC) - Braga (RS) - Bragança (PA) - Bragança Paulista (SP) - Braganey (PR) - Branquinha (AL) - Brasilândia (MS) - Brasilândia de Minas (MG) - Brasilândia do Sul (PR) - Brasilândia do Tocantins (TO) - Brasiléia (AC) - Brasileira (PI) - Brasília de Minas (MG) - Brasil Novo (PA) - Brasnorte (MT) - Brasópolis (MG) - Brás Pires (MG) - Braúna (SP) - Braúnas (MG) - Brazabrantes (GO) - Brejão (PE) - Brejetuba (ES) - Brejinho (PE) - Brejinho (RN) - Brejinho de Nazaré (TO) - Brejo (MA) - Brejo Alegre (SP) - Brejo da Madre de Deus (PE) - Brejo de Areia (MA) - Brejo do Cruz (PB) - Brejo do Piauí (PI) - Brejo dos Santos (PB) - Brejões (BA) - Brejo Grande (SE) - Brejo Grande do Araguaia (PA) - Brejolândia (BA) - Brejo Santo (CE) - Breu Branco (PA) - Breves (PA) - Britânia (GO) - Brochier (RS) - Brodowski (SP) - Brotas (SP) - Brotas de Macaúbas (BA) - Brumadinho (MG) - Brumado (BA) - Brunópolis (SC) - Brusque (SC) - Bueno Brandão (MG) - Buenópolis (MG) - Buenos Aires (PE) - Buerarema (BA) - Bugre (MG) - Buíque (PE) - Bujari (AC) - Bujaru (PA) - Buri (SP) - Buritama (SP) - Buriti (MA) - Buriti Alegre (GO) - Buriti Bravo (MA) - Buriticupu (MA) - Buriti de Goiás (GO) - Buriti dos Lopes (PI) - Buriti dos Montes (PI) - Buriti do Tocantins (TO) - Buritinópolis (GO) - Buritirama (BA) - Buritirana (MA) - Buritis (MG) - Buritis (RO) - Buritizal (SP) - Buritizeiro (MG) - Butiá (RS) |

## C
| | | |
| - Caapiranga (AM) - Caaporã (PB) - Caarapó (MS) - Caatiba (BA) - Cabaceiras (PB) - Cabaceiras do Paraguaçu (BA) - Cabeceira Grande (MG) - Cabeceiras (GO) - Cabeceiras do Piauí (PI) - Cabedelo (PB) - Cabixi (RO) - Cabo de Santo Agostinho (PE) - Cabo Frio (RJ) - Cabo Verde (MG) - Cabrália Paulista (SP) - Cabreúva (SP) - Cabrobó (PE) - Caçador (SC) - Caçapava (SP) - Caçapava do Sul (RS) - Cacaulândia (RO) - Cacequi (RS) - Cáceres (MT) - Cachoeira (BA) - Cachoeira Alta (GO) - Cachoeira da Prata (MG) - Cachoeira de Goiás (GO) - Cachoeira de Minas (MG) - Cachoeira de Pajeú (MG) - Cachoeira do Arari (PA) - Cachoeira do Piriá (PA) - Cachoeira dos Índios (PB) - Cachoeira do Sul (RS) - Cachoeira Dourada (GO) - Cachoeira Dourada (MG) - Cachoeira Grande (MA) - Cachoeira Paulista (SP) - Cachoeiras de Macacu (RJ) - Cachoeirinha (PE) - Cachoeirinha (RS) - Cachoeirinha (TO) - Cachoeiro de Itapemirim (ES) - Cacimba de Areia (PB) - Cacimba de Dentro (PB) - Cacimbas (PB) - Cacimbinhas (AL) - Cacique Doble (RS) - Cacoal (RO) - Caconde (SP) - Caçu (GO) - Caculé (BA) - Caém (BA) - Caetanópolis (MG) - Caetanos (BA) - Caeté (MG) - Caetés (PE) - Caetité (BA) - Cafarnaum (BA) - Cafeara (PR) - Cafelândia (PR) - Cafelândia (SP) - Cafezal do Sul (PR) - Caiabu (SP) - Caiana (MG) - Caiapônia (GO) - Caibaté (RS) - Caibi (SC) - Caiçara (PB) - Caiçara (RS) - Caiçara do Norte (RN) - Caiçara do Rio do Vento (RN) - Caicó (RN) - Caieiras (SP) - Cairu (BA) - Caiuá (SP) - Cajamar (SP) - Cajapió (MA) - Cajari (MA) - Cajati (SP) - Cajazeiras (PB) - Cajazeiras do Piauí (PI) - Cajazeirinhas (PB) - Cajobi (SP) - Cajueiro (AL) - Cajueiro da Praia (PI) - Cajuri (MG) - Cajuru (SP) - Calçado (PE) - Calçoene (AP) - Caldas (MG) - Caldas Brandão (PB) - Caldas Novas (GO) - Caldazinha (GO) - Caldeirão Grande (BA) - Caldeirão Grande do Piauí (PI) - Califórnia (PR) - Calmon (SC) - Calumbi (PE) - Camacan (BA) - Camaçari (BA) - Camacho (MG) - Camalaú (PB) - Camamu (BA) - Camanducaia (MG) - Camapuã (MS) - Camaquã (RS) - Camaragibe (PE) - Camargo (RS) - Cambará (PR) - Cambará do Sul (RS) - Cambé (PR) - Cambira (PR) - Camboriú (SC) - Cambuci (RJ) - Cambuí (MG) - Cambuquira (MG) - Cametá (PA) - Camocim (CE) - Camocim de São Félix (PE) - Campanário (MG) - Campanha (MG) - Campestre (AL) - Campestre (MG) - Campestre da Serra (RS) - Campestre de Goiás (GO) - Campestre do Maranhão (MA) - Campinaçu (GO) - Campina da Lagoa (PR) - Campina das Missões (RS) - Campina do Monte Alegre (SP) - Campina do Simão (PR) - Campina Grande (PB) - Campina Grande do Sul (PR) - Campinápolis (MT) - Campinas (SP) - Campinas do Piauí (PI) - Campinas do Sul (RS) - Campina Verde (MG) - Campinorte (GO) - Campo Alegre (AL) - Campo Alegre (SC) - Campo Alegre de Goiás (GO) - Campo Alegre de Lourdes (BA) - Campo Alegre do Fidalgo (PI) - Campo Azul (MG) - Campo Belo (MG) - Campo Belo do Sul (SC) - Campo Bom (RS) - Campo Bonito (PR) - Campo do Brito (SE) - Campo do Meio (MG) - Campo do Tenente (PR) - Campo Erê (SC) - Campo Florido (MG) - Campo Formoso (BA) - Campo Grande (AL) - Campo Grande (MS) - Campo Grande (RN) - Campo Grande do Piauí (PI) - Campo Largo (PR) - Campo Largo do Piauí (PI) - Campo Limpo de Goiás (GO) - Campo Limpo Paulista (SP) - Campo Magro (PR) - Campo Maior (PI) - Campo Mourão (PR) - Campo Novo (RS) - Campo Novo de Rondônia (RO) - Campo Novo do Parecis (MT) - Campo Redondo (RN) - Campos Altos (MG) - Campos Belos (GO) - Campos Borges (RS) - Campos de Júlio (MT) - Campos do Jordão (SP) - Campos dos Goytacazes (RJ) - Campos Gerais (MG) - Campos Lindos (TO) - Campos Novos (SC) - Campos Novos Paulista (SP) - Campos Sales (CE) - Campos Verdes (GO) - Campo Verde (MT) - Camutanga (PE) - Canaã (MG) - Canaã dos Carajás (PA) - Canabrava do Norte (MT) - Cananéia (SP) - Canapi (AL) - Canápolis (BA) - Canápolis (MG) - Canarana (BA) - Canarana (MT) - Canas (SP) - Cana Verde (MG) - Canavieira (PI) - Canavieiras (BA) - Candeal (BA) - Candeias (BA) - Candeias (MG) - Candeias do Jamari (RO) - Candelária (RS) - Candiba (BA) - Cândido de Abreu (PR) - Cândido Godói (RS) - Cândido Mendes (MA) - Cândido Mota (SP) - Cândido Rodrigues (SP) - Cândido Sales (BA) - Candiota (RS) - Candói (PR) - Canela (RS) - Canelinha (SC) - Canguaretama (RN) - Canguçu (RS) - Canhoba (SE) - Canhotinho (PE) - Canindé (CE) - Canindé de São Francisco (SE) - Canitar (SP) - Canoas (RS) - Canoinhas (SC) - Cansanção (BA) - Cantá (RR) - Cantagalo (MG) - Cantagalo (PR) - Cantagalo (RJ) - Cantanhede (MA) - Canto do Buriti (PI) - Canudos (BA) - Canudos do Vale (RS) - Canutama (AM) - Capanema (PA) - Capanema (PR) - Capão Alto (SC) - Capão Bonito (SP) - Capão Bonito do Sul (RS) | - Capão da Canoa (RS) - Capão do Cipó (RS) - Capão do Leão (RS) - Caparaó (MG) - Capela (AL) - Capela (SE) - Capela de Santana (RS) - Capela do Alto (SP) - Capela do Alto Alegre (BA) - Capela Nova (MG) - Capelinha (MG) - Capetinga (MG) - Capim (PB) - Capim Branco (MG) - Capim Grosso (BA) - Capinópolis (MG) - Capinzal (SC) - Capinzal do Norte (MA) - Capistrano (CE) - Capitão (RS) - Capitão Andrade (MG) - Capitão de Campos (PI) - Capitão Enéas (MG) - Capitão Gervásio Oliveira (PI) - Capitão Leônidas Marques (PR) - Capitão Poço (PA) - Capitólio (MG) - Capivari (SP) - Capivari de Baixo (SC) - Capivari do Sul (RS) - Capixaba (AC) - Capoeiras (PE) - Caputira (MG) - Caraá (RS) - Caracaraí (RR) - Caracol (MS) - Caracol (PI) - Caraguatatuba (SP) - Caraí (MG) - Caraíbas (BA) - Carambeí (PR) - Caranaíba (MG) - Carandaí (MG) - Carangola (MG) - Carapebus (RJ) - Carapicuíba (SP) - Caratinga (MG) - Carauari (AM) - Caraúbas (PB) - Caraúbas (RN) - Caraúbas do Piauí (PI) - Caravelas (BA) - Carazinho (RS) - Carbonita (MG) - Cardeal da Silva (BA) - Cardoso (SP) - Cardoso Moreira (RJ) - Careaçu (MG) - Careiro (AM) - Careiro da Várzea (AM) - Cariacica (ES) - Caridade (CE) - Caridade do Piauí (PI) - Carinhanha (BA) - Carira (SE) - Cariré (CE) - Caririaçu (CE) - Cariri do Tocantins (TO) - Cariús (CE) - Carlinda (MT) - Carlópolis (PR) - Carlos Barbosa (RS) - Carlos Chagas (MG) - Carlos Gomes (RS) - Carmésia (MG) - Carmo (RJ) - Carmo da Cachoeira (MG) - Carmo da Mata (MG) - Carmo de Minas (MG) - Carmo do Cajuru (MG) - Carmo do Paranaíba (MG) - Carmo do Rio Claro (MG) - Carmo do Rio Verde (GO) - Carmolândia (TO) - Carmópolis (SE) - Carmópolis de Minas (MG) - Carnaíba (PE) - Carnaúba dos Dantas (RN) - Carnaubais (RN) - Carnaubal (CE) - Carnaubeira da Penha (PE) - Carneirinho (MG) - Carneiros (AL) - Caroebe (RR) - Carolina (MA) - Carpina (PE) - Carrancas (MG) - Carrapateira (PB) - Carrasco Bonito (TO) - Caruaru (PE) - Carutapera (MA) - Carvalhópolis (MG) - Carvalhos (MG) - Casa Branca (SP) - Casa Grande (MG) - Casa Nova (BA) - Casca (RS) - Cascalho Rico (MG) - Cascavel (CE) - Cascavel (PR) - Caseara (TO) - Caseiros (RS) - Casimiro de Abreu (RJ) - Casinhas (PE) - Casserengue (PB) - Cássia (MG) - Cássia dos Coqueiros (SP) - Cassilândia (MS) - Castanhal (PA) - Castanheira (MT) - Castanheiras (RO) - Castelândia (GO) - Castelo (ES) - Castelo do Piauí (PI) - Castilho (SP) - Castro (PR) - Castro Alves (BA) - Cataguases (MG) - Catalão (GO) - Catanduva (SP) - Catanduvas (PR) - Catanduvas (SC) - Catarina (CE) - Catas Altas (MG) - Catas Altas da Noruega (MG) - Catende (PE) - Catiguá (SP) - Catingueira (PB) - Catolândia (BA) - Catolé do Rocha (PB) - Catu (BA) - Catuípe (RS) - Catuji (MG) - Catunda (CE) - Caturaí (GO) - Caturama (BA) - Caturité (PB) - Catuti (MG) - Caucaia (CE) - Cavalcante (GO) - Caxambu (MG) - Caxambu do Sul (SC) - Caxias (MA) - Caxias do Sul (RS) - Caxingó (PI) - Ceará-Mirim (RN) - Cedral (MA) - Cedral (SP) - Cedro (CE) - Cedro (PE) - Cedro de São João (SE) - Cedro do Abaeté (MG) - Celso Ramos (SC) - Centenário (RS) - Centenário (TO) - Centenário do Sul (PR) - Central (BA) - Central de Minas (MG) - Central do Maranhão (MA) - Centralina (MG) - Centro do Guilherme (MA) - Centro Novo do Maranhão (MA) - Cerejeiras (RO) - Ceres (GO) - Cerqueira César (SP) - Cerquilho (SP) - Cerrito (RS) - Cerro Azul (PR) - Cerro Branco (RS) - Cerro Corá (RN) - Cerro Grande (RS) - Cerro Grande do Sul (RS) - Cerro Largo (RS) - Cerro Negro (SC) - Cesário Lange (SP) - Céu Azul (PR) - Cezarina (GO) - Chácara (MG) - Chã de Alegria (PE) - Chã Grande (PE) - Chalé (MG) - Chapada (RS) - Chapada da Natividade (TO) - Chapada de Areia (TO) - Chapada do Norte (MG) - Chapada dos Guimarães (MT) - Chapada Gaúcha (MG) - Chapadão do Céu (GO) - Chapadão do Lageado (SC) - Chapadão do Sul (MS) - Chapadinha (MA) - Chapecó (SC) - Chã Preta (AL) - Charqueada (SP) - Charqueadas (RS) - Charrua (RS) - Chaval (CE) - Chavantes (SP) - Chaves (PA) - Chiador (MG) - Chiapetta (RS) - Chopinzinho (PR) - Choró (CE) - Chorozinho (CE) - Chorrochó (BA) - Chuí (RS) - Chupinguaia (RO) - Chuvisca (RS) - Cianorte (PR) - Cícero Dantas (BA) - Cidade Gaúcha (PR) - Cidade Ocidental (GO) - Cidelândia (MA) - Cidreira (RS) - Cipó (BA) - Cipotânea (MG) - Ciríaco (RS) - Claraval (MG) - Claro dos Poções (MG) - Cláudia (MT) - Cláudio (MG) - Clementina (SP) - Clevelândia (PR) - Coaraci (BA) - Coari (AM) - Cocal (PI) - Cocal de Telha (PI) - Cocal dos Alves (PI) | - Cocal do Sul (SC) - Cocalinho (MT) - Cocalzinho de Goiás (GO) - Cocos (BA) - Codajás (AM) - Codó (MA) - Coelho Neto (MA) - Coimbra (MG) - Coité do Noia (AL) - Coivaras (PI) - Colares (PA) - Colatina (ES) - Colíder (MT) - Colina (SP) - Colinas (MA) - Colinas (RS) - Colinas do Sul (GO) - Colinas do Tocantins (TO) - Colméia (TO) - Colniza (MT) - Colômbia (SP) - Colombo (PR) - Colônia do Gurgueia (PI) - Colônia do Piauí (PI) - Colônia Leopoldina (AL) - Colorado (PR) - Colorado (RS) - Colorado do Oeste (RO) - Coluna (MG) - Combinado (TO) - Comendador Gomes (MG) - Comendador Levy Gasparian (RJ) - Comercinho (MG) - Comodoro (MT) - Conceição (PB) - Conceição da Aparecida (MG) - Conceição da Barra (ES) - Conceição da Barra de Minas (MG) - Conceição da Feira (BA) - Conceição das Alagoas (MG) - Conceição das Pedras (MG) - Conceição de Ipanema (MG) - Conceição de Macabu (RJ) - Conceição do Almeida (BA) - Conceição do Araguaia (PA) - Conceição do Canindé (PI) - Conceição do Castelo (ES) - Conceição do Coité (BA) - Conceição do Jacuípe (BA) - Conceição do Lago Açu (MA) - Conceição do Mato Dentro (MG) - Conceição do Pará (MG) - Conceição do Rio Verde (MG) - Conceição dos Ouros (MG) - Conceição do Tocantins (TO) - Conchal (SP) - Conchas (SP) - Concórdia (SC) - Concórdia do Pará (PA) - Condado (PB) - Condado (PE) - Conde (BA) - Conde (PB) - Condeúba (BA) - Condor (RS) - Cônego Marinho (MG) - Confins (MG) - Confresa (MT) - Congo (PB) - Congonhal (MG) - Congonhas (MG) - Congonhas do Norte (MG) - Congonhinhas (PR) - Conquista (MG) - Conquista d'Oeste (MT) - Conselheiro Lafaiete (MG) - Conselheiro Mairinck (PR) - Conselheiro Pena (MG) - Consolação (MG) - Constantina (RS) - Contagem (MG) - Contenda (PR) - Contendas do Sincorá (BA) - Coqueiral (MG) - Coqueiro Baixo (RS) - Coqueiros do Sul (RS) - Coqueiro Seco (AL) - Coração de Jesus (MG) - Coração de Maria (BA) - Corbélia (PR) - Cordeiro (RJ) - Cordeirópolis (SP) - Cordeiros (BA) - Cordilheira Alta (SC) - Cordisburgo (MG) - Cordislândia (MG) - Coreaú (CE) - Coremas (PB) - Corguinho (MS) - Coribe (BA) - Corinto (MG) - Cornélio Procópio (PR) - Coroaci (MG) - Coroados (SP) - Coroatá (MA) - Coromandel (MG) - Coronel Barros (RS) - Coronel Bicaco (RS) - Coronel Domingos Soares (PR) - Coronel Ezequiel (RN) - Coronel Fabriciano (MG) - Coronel Freitas (SC) - Coronel João Pessoa (RN) - Coronel João Sá (BA) - Coronel José Dias (PI) - Coronel Macedo (SP) - Coronel Martins (SC) - Coronel Murta (MG) - Coronel Pacheco (MG) - Coronel Pilar (RS) - Coronel Sapucaia (MS) - Coronel Vivida (PR) - Coronel Xavier Chaves (MG) - Córrego Danta (MG) - Córrego do Bom Jesus (MG) - Córrego do Ouro (GO) - Córrego Fundo (MG) - Córrego Novo (MG) - Correia Pinto (SC) - Corrente (PI) - Correntes (PE) - Correntina (BA) - Cortês (PE) - Corumbá (MS) - Corumbá de Goiás (GO) - Corumbaíba (GO) - Corumbataí (SP) - Corumbataí do Sul (PR) - Corumbiara (RO) - Corupá (SC) - Coruripe (AL) - Cosmópolis (SP) - Cosmorama (SP) - Costa Marques (RO) - Costa Rica (MS) - Cotegipe (BA) - Cotia (SP) - Cotiporã (RS) - Cotriguaçu (MT) - Couto de Magalhães de Minas (MG) - Couto Magalhães (TO) - Coxilha (RS) - Coxim (município) (MS) - Coxixola (PB) - Craíbas (AL) - Crateús (CE) - Crato (CE) - Cravinhos (SP) - Cravolândia (BA) - Criciúma (SC) - Crisólita (MG) - Crisópolis (BA) - Crissiumal (RS) - Cristais (MG) - Cristais Paulista (SP) - Cristal (RS) - Cristalândia (TO) - Cristalândia do Piauí (PI) - Cristal do Sul (RS) - Cristália (MG) - Cristalina (GO) - Cristiano Otoni (MG) - Cristianópolis (GO) - Cristina (MG) - Cristinápolis (SE) - Cristino Castro (PI) - Cristópolis (BA) - Crixás (GO) - Crixás do Tocantins (TO) - Croatá (CE) - Cromínia (GO) - Crucilândia (MG) - Cruz (CE) - Cruzália (SP) - Cruz Alta (RS) - Cruzaltense (RS) - Cruz das Almas (BA) - Cruz do Espírito Santo (PB) - Cruzeiro (SP) - Cruzeiro da Fortaleza (MG) - Cruzeiro do Iguaçu (PR) - Cruzeiro do Oeste (PR) - Cruzeiro do Sul (AC) - Cruzeiro do Sul (PR) - Cruzeiro do Sul (RS) - Cruzeta (RN) - Cruzília (MG) - Cruz Machado (PR) - Cruzmaltina (PR) - Cubatão (SP) - Cubati (PB) - Cuiabá (MT) - Cuité (PB) - Cuité de Mamanguape (PB) - Cuitegi (PB) - Cujubim (RO) - Cumari (GO) - Cumaru (PE) - Cumaru do Norte (PA) - Cumbe (SE) - Cunha (SP) - Cunha Porã (SC) - Cunhataí (SC) - Cuparaque (MG) - Cupira (PE) - Curaçá (BA) - Curimatá (PI) - Curionópolis (PA) - Curitiba (PR) - Curitibanos (SC) - Curiúva (PR) - Currais (PI) - Currais Novos (RN) - Curral de Cima (PB) - Curral de Dentro (MG) - Curralinho (PA) - Curralinhos (PI) - Curral Novo do Piauí (PI) - Curral Velho (PB) - Curuá (PA) - Curuçá (PA) - Cururupu (MA) - Curvelândia (MT) - Curvelo (MG) - Custódia (PE) - Cutias (AP) |

## D
| | | |
| - Damianópolis (GO) - Damião (PB) - Damolândia (GO) - Darcinópolis (TO) - Dário Meira (BA) - Datas (MG) - David Canabarro (RS) - Davinópolis (GO) - Davinópolis (MA) - Delfim Moreira (MG) - Delfinópolis (MG) - Delmiro Gouveia (AL) - Delta (MG) - Demerval Lobão (PI) - Denise (MT) - Deodápolis (MS) - Deputado Irapuan Pinheiro (CE) - Derrubadas (RS) - Descalvado (SP) - Descanso (SC) - Descoberto (MG) - Desterro (PB) - Desterro de Entre Rios (MG) - Desterro do Melo (MG) - Dezesseis de Novembro (RS) - Diadema (SP) - Diamante (PB) - Diamante d'Oeste (PR) - Diamante do Norte (PR) - Diamante do Sul (PR) - Diamantina (MG) - Diamantino (MT) - Dianópolis (TO) - Dias d'Ávila (BA) - Dilermando de Aguiar (RS) - Diogo de Vasconcelos (MG) - Dionísio (MG) - Dionísio Cerqueira (SC) | - Diorama (GO) - Dirce Reis (SP) - Dirceu Arcoverde (PI) - Divina Pastora (SE) - Divinésia (MG) - Divino (MG) - Divino das Laranjeiras (MG) - Divino de São Lourenço (ES) - Divinolândia (SP) - Divinolândia de Minas (MG) - Divinópolis (MG) - Divinópolis de Goiás (GO) - Divinópolis do Tocantins (TO) - Divisa Alegre (MG) - Divisa Nova (MG) - Divisópolis (MG) - Dobrada (SP) - Dois Córregos (SP) - Dois Irmãos (RS) - Dois Irmãos das Missões (RS) - Dois Irmãos do Buriti (MS) - Dois Irmãos do Tocantins (TO) - Dois Lajeados (RS) - Dois Riachos (AL) - Dois Vizinhos (PR) - Dolcinópolis (SP) - Dom Aquino (MT) - Dom Basílio (BA) - Dom Bosco (MG) - Dom Cavati (MG) - Dom Eliseu (PA) - Dom Expedito Lopes (PI) - Dom Feliciano (RS) - Domingos Martins (ES) - Domingos Mourão (PI) - Dom Inocêncio (PI) - Dom Joaquim (MG) - Dom Macedo Costa (BA) | - Dom Pedrito (RS) - Dom Pedro (MA) - Dom Pedro de Alcântara (RS) - Dom Silvério (MG) - Dom Viçoso (MG) - Dona Emma (SC) - Dona Euzébia (MG) - Dona Francisca (RS) - Dona Inês (PB) - Dores de Campos (MG) - Dores de Guanhães (MG) - Dores do Indaiá (MG) - Dores do Rio Preto (ES) - Dores do Turvo (MG) - Doresópolis (MG) - Dormentes (PE) - Douradina (MS) - Douradina (PR) - Dourado (SP) - Douradoquara (MG) - Dourados (MS) - Doutor Camargo (PR) - Doutor Maurício Cardoso (RS) - Doutor Pedrinho (SC) - Doutor Ricardo (RS) - Doutor Severiano (RN) - Doutor Ulysses (PR) - Doverlândia (GO) - Dracena (SP) - Duartina (SP) - Duas Barras (RJ) - Duas Estradas (PB) - Dueré (TO) - Dumont (SP) - Duque Bacelar (MA) - Duque de Caxias (RJ) - Durandé (MG) |

## E
| | | |
| - Echaporã (SP) - Ecoporanga (ES) - Edealina (GO) - Edéia (GO) - Eirunepé (AM) - Eldorado (MS) - Eldorado (SP) - Eldorado do Carajás (PA) - Eldorado do Sul (RS) - Elesbão Veloso (PI) - Elias Fausto (SP) - Eliseu Martins (PI) - Elisiário (SP) - Elísio Medrado (BA) - Elói Mendes (MG) - Emas (PB) - Embaúba (SP) - Embu das Artes (SP) - Embu-Guaçu (SP) - Emilianópolis (SP) - Encantado (RS) - Encanto (RN) - Encruzilhada (BA) - Encruzilhada do Sul (RS) - Enéas Marques (PR) - Engenheiro Beltrão (PR) - Engenheiro Caldas (MG) - Engenheiro Coelho (SP) - Engenheiro Navarro (MG) - Engenheiro Paulo de Frontin (RJ) - Engenho Velho (RS) - Entre Folhas (MG) | - Entre Ijuís (RS) - Entre Rios (BA) - Entre Rios (SC) - Entre Rios de Minas (MG) - Entre Rios do Oeste (PR) - Entre Rios do Sul (RS) - Envira (AM) - Epitaciolândia (AC) - Equador (RN) - Erebango (RS) - Erechim (RS) - Ereré (CE) - Érico Cardoso (BA) - Ermo (SC) - Ernestina (RS) - Erval Grande (RS) - Ervália (MG) - Erval Seco (RS) - Erval Velho (SC) - Escada (PE) - Esmeralda (RS) - Esmeraldas (MG) - Espera Feliz (MG) - Esperança (PB) - Esperança do Sul (RS) - Esperança Nova (PR) - Esperantina (PI) - Esperantina (TO) - Esperantinópolis (MA) - Espigão Alto do Iguaçu (PR) - Espigão d'Oeste (RO) - Espinosa (MG) | - Espírito Santo (RN) - Espírito Santo do Dourado (MG) - Espírito Santo do Pinhal (SP) - Espírito Santo do Turvo (SP) - Esplanada (BA) - Espumoso (RS) - Estação (RS) - Estância (SE) - Estância Velha (RS) - Esteio (RS) - Estiva (MG) - Estiva Gerbi (SP) - Estreito (MA) - Estrela (RS) - Estrela Dalva (MG) - Estrela de Alagoas (AL) - Estrela d'Oeste (SP) - Estrela do Indaiá (MG) - Estrela do Norte (GO) - Estrela do Norte (SP) - Estrela do Sul (MG) - Estrela Velha (RS) - Euclides da Cunha (BA) - Euclides da Cunha Paulista (SP) - Eugênio de Castro (RS) - Eugenópolis (MG) - Eunápolis (BA) - Eusébio (CE) - Ewbank da Câmara (MG) - Extrema (MG) - Extremoz (RN) - Exu (PE) |

## F
| | | |
| - Fagundes (PB) - Fagundes Varela (RS) - Faina (GO) - Fama (MG) - Faria Lemos (MG) - Farias Brito (CE) - Faro (PA) - Farol (PR) - Farroupilha (RS) - Fartura (SP) - Fartura do Piauí (PI) - Fátima (BA) - Fátima (TO) - Fátima do Sul (MS) - Faxinal (PR) - Faxinal dos Guedes (SC) - Faxinal do Soturno (RS) - Faxinalzinho (RS) - Fazenda Nova (GO) - Fazenda Rio Grande (PR) - Fazenda Vilanova (RS) - Feijó (AC) - Feira da Mata (BA) - Feira de Santana (BA) - Feira Grande (AL) - Feira Nova (PE) - Feira Nova (SE) - Feira Nova do Maranhão (MA) - Felício dos Santos (MG) - Felipe Guerra (RN) - Felisburgo (MG) - Felixlândia (MG) - Feliz (RS) - Feliz Deserto (AL) - Feliz Natal (MT) - Fênix (PR) - Fernandes Pinheiro (PR) - Fernandes Tourinho (MG) - Fernando Falcão (MA) - Fernando Pedroza (RN) - Fernandópolis (SP) - Fernando Prestes (SP) - Fernão (SP) - Ferraz de Vasconcelos (SP) - Ferreira Gomes (AP) | - Ferreiros (PE) - Ferros (MG) - Fervedouro (MG) - Figueira (PR) - Figueirão (MS) - Figueirópolis (TO) - Figueirópolis d'Oeste (MT) - Filadélfia (BA) - Filadélfia (TO) - Firmino Alves (BA) - Firminópolis (GO) - Flexeiras (AL) - Floraí (PR) - Florânia (RN) - Flora Rica (SP) - Flor da Serra do Sul (PR) - Flor do Sertão (SC) - Floreal (SP) - Flores (PE) - Flores da Cunha (RS) - Flores de Goiás (GO) - Flores do Piauí (PI) - Floresta (PE) - Floresta (PR) - Floresta Azul (BA) - Floresta do Araguaia (PA) - Floresta do Piauí (PI) - Florestal (MG) - Florestópolis (PR) - Floriano (PI) - Floriano Peixoto (RS) - Florianópolis (SC) - Flórida (PR) - Flórida Paulista (SP) - Florínea (SP) - Fonte Boa (AM) - Fontoura Xavier (RS) - Formiga (MG) - Formigueiro (RS) - Formosa (GO) - Formosa da Serra Negra (MA) - Formosa do Oeste (PR) - Formosa do Rio Preto (BA) - Formosa do Sul (SC) - Formoso (GO) - Formoso (MG) | - Formoso do Araguaia (TO) - Forquetinha (RS) - Forquilha (CE) - Forquilhinha (SC) - Fortaleza (CE) - Fortaleza de Minas (MG) - Fortaleza dos Nogueiras (MA) - Fortaleza dos Valos (RS) - Fortim (CE) - Fortuna (MA) - Fortuna de Minas (MG) - Foz do Iguaçu (PR) - Foz do Jordão (PR) - Fraiburgo (SC) - Franca (SP) - Francinópolis (PI) - Francisco Alves (PR) - Francisco Ayres (PI) - Francisco Badaró (MG) - Francisco Beltrão (PR) - Francisco Dantas (RN) - Francisco Dumont (MG) - Francisco Macedo (PI) - Francisco Morato (SP) - Franciscópolis (MG) - Francisco Sá (MG) - Francisco Santos (PI) - Franco da Rocha (SP) - Frecheirinha (CE) - Frederico Westphalen (RS) - Frei Gaspar (MG) - Frei Inocêncio (MG) - Frei Lagonegro (MG) - Frei Martinho (PB) - Frei Miguelinho (PE) - Frei Paulo (SE) - Frei Rogério (SC) - Fronteira (MG) - Fronteira dos Vales (MG) - Fronteiras (PI) - Fruta de Leite (MG) - Frutal (MG) - Frutuoso Gomes (RN) - Fundão (ES) - Funilândia (MG) |

## G
| | | |
| - Gabriel Monteiro (SP) - Gado Bravo (PB) - Gália (SP) - Galileia (MG) - Galinhos (RN) - Galvão (SC) - Gameleira (PE) - Gameleira de Goiás (GO) - Gameleiras (MG) - Gandu (BA) - Garanhuns (PE) - Gararu (SE) - Garça (SP) - Garibaldi (RS) - Garopaba (SC) - Garrafão do Norte (PA) - Garruchos (RS) - Garuva (SC) - Gaspar (SC) - Gastão Vidigal (SP) - Gaúcha do Norte (MT) - Gaurama (RS) - Gavião (BA) - Gavião Peixoto (SP) - Geminiano (PI) - General Câmara (RS) - General Carneiro (MT) - General Carneiro (PR) - General Maynard (SE) - General Salgado (SP) - General Sampaio (CE) - Gentil (RS) - Gentio do Ouro (BA) - Getulina (SP) - Getúlio Vargas (RS) - Gilbués (PI) - Girau do Ponciano (AL) - Giruá (RS) - Glaucilândia (MG) - Glicério (SP) - Glória (BA) - Glória de Dourados (MS) - Glória d'Oeste (MT) - Glória do Goitá (PE) - Glorinha (RS) - Godofredo Viana (MA) - Godoy Moreira (PR) - Goiabeira (MG) - Goiana (PE) - Goianá (MG) - Goianápolis (GO) - Goiandira (GO) - Goianésia (GO) - Goianésia do Pará (PA) - Goiânia (GO) - Goianinha (RN) - Goianira (GO) - Goianorte (TO) - Goiás (GO) - Goiatins (TO) | - Goiatuba (GO) - Goioerê (PR) - Goioxim (PR) - Gonçalves (MG) - Gonçalves Dias (MA) - Gongogi (BA) - Gonzaga (MG) - Gouveia (MG) - Gouvelândia (GO) - Governador Archer (MA) - Governador Celso Ramos (SC) - Governador Dix-Sept Rosado (RN) - Governador Edison Lobão (MA) - Governador Eugênio Barros (MA) - Governador Jorge Teixeira (RO) - Governador Lindenberg (ES) - Governador Luiz Rocha (MA) - Governador Mangabeira (BA) - Governador Newton Bello (MA) - Governador Nunes Freire (MA) - Governador Valadares (MG) - Graça (CE) - Graça Aranha (MA) - Graccho Cardoso (SE) - Grajaú (MA) - Gramado (RS) - Gramado dos Loureiros (RS) - Gramado Xavier (RS) - Grandes Rios (PR) - Granito (PE) - Granja (CE) - Granjeiro (CE) - Grão Mogol (MG) - Grão-Pará (SC) - Gravatá (PE) - Gravataí (RS) - Gravatal (SC) - Groaíras (CE) - Grossos (RN) - Grupiara (MG) - Guabiju (RS) - Guabiruba (SC) - Guaçuí (ES) - Guadalupe (PI) - Guaíba (RS) - Guaiçara (SP) - Guaimbê (SP) - Guaíra (PR) - Guaíra (SP) - Guairaçá (PR) - Guaiúba (CE) - Guajará (AM) - Guajará-Mirim (RO) - Guajeru (BA) - Guamaré (RN) - Guamiranga (PR) - Guanambi (BA) - Guanhães (MG) - Guapé (MG) | - Guapiaçu (SP) - Guapiara (SP) - Guapimirim (RJ) - Guapirama (PR) - Guapó (GO) - Guaporema (PR) - Guaporé (RS) - Guará (SP) - Guarabira (PB) - Guaraçaí (SP) - Guaraci (PR) - Guaraci (SP) - Guaraciaba (MG) - Guaraciaba (SC) - Guaraciaba do Norte (CE) - Guaraciama (MG) - Guaraí (TO) - Guaraíta (GO) - Guaramiranga (CE) - Guaramirim (SC) - Guaranésia (MG) - Guarani (MG) - Guaraniaçu (PR) - Guarani das Missões (RS) - Guarani de Goiás (GO) - Guarani d'Oeste (SP) - Guarantã (SP) - Guarantã do Norte (MT) - Guarapari (ES) - Guarapuava (PR) - Guaraqueçaba (PR) - Guarará (MG) - Guararapes (SP) - Guararema (SP) - Guaratinga (BA) - Guaratinguetá (SP) - Guaratuba (PR) - Guarda-Mor (MG) - Guareí (SP) - Guariba (SP) - Guaribas (PI) - Guarinos (GO) - Guarujá (SP) - Guarujá do Sul (SC) - Guarulhos (SP) - Guatambu (SC) - Guatapará (SP) - Guaxupé (MG) - Guia Lopes da Laguna (MS) - Guidoval (MG) - Guimarães (MA) - Guimarânia (MG) - Guiratinga (MT) - Guiricema (MG) - Gurinhatã (MG) - Gurinhém (PB) - Gurjão (PB) - Gurupá (PA) - Gurupi (TO) - Guzolândia (SP) |

## H
| | | |
| - Harmonia (RS) - Heitoraí (GO) - Heliodora (MG) - Heliópolis (BA) - Herculândia (SP) - Herval (RS) - Herval d'Oeste (SC) - Herveiras (RS) | - Hidrolândia (CE) - Hidrolândia (GO) - Hidrolina (GO) - Holambra (SP) - Honório Serpa (PR) - Horizonte (CE) - Horizontina (RS) | - Hortolândia (SP) - Hugo Napoleão (PI) - Hulha Negra (RS) - Humaitá (AM) - Humaitá (RS) - Humberto de Campos (MA) |

## I
| | | |
| - Iacanga (SP) - Iaciara (GO) - Iacri (SP) - Iaçu (BA) - Iapu (MG) - Iaras (SP) - Iati (PE) - Ibaiti (PR) - Ibarama (RS) - Ibaté (SP) - Ibaretama (CE) - Ibateguara (AL) - Ibatiba (ES) - Ibema (PR) - Ibertioga (MG) - Ibiá (MG) - Ibiaçá (RS) - Ibiaí (MG) - Ibiam (SC) - Ibiapina (CE) - Ibiara (PB) - Ibiassucê (BA) - Ibicaraí (BA) - Ibicaré (SC) - Ibicoara (BA) - Ibicuí (BA) - Ibicuitinga (CE) - Ibimirim (PE) - Ibipeba (BA) - Ibipitanga (BA) - Ibiporã (PR) - Ibiquera (BA) - Ibirá (SP) - Ibiracatu (MG) - Ibiraci (MG) - Ibiraçu (ES) - Ibiraiaras (RS) - Ibirajuba (PE) - Ibirama (SC) - Ibirapitanga (BA) - Ibirapuã (BA) - Ibirapuitã (RS) - Ibirarema (SP) - Ibirataia (BA) - Ibirité (MG) - Ibirubá (RS) - Ibitiara (BA) - Ibitinga (SP) - Ibitirama (ES) - Ibititá (BA) - Ibitiúra de Minas (MG) - Ibituruna (MG) - Ibiúna (SP) - Ibotirama (BA) - Icapuí (CE) - Içara (SC) - Icaraí de Minas (MG) - Icaraíma (PR) - Icatu (MA) - Icém (SP) - Ichu (BA) - Icó (CE) - Iconha (ES) - Ielmo Marinho (RN) - Iepê (SP) - Igaci (AL) - Igaporã (BA) - Igaraçu do Tietê (SP) - Igaracy (PB) - Igarapava (SP) - Igarapé (MG) - Igarapé-Açu (PA) - Igarapé do Meio (MA) - Igarapé Grande (MA) - Igarapé-Miri (PA) - Igarassu (PE) - Igaratá (SP) - Igaratinga (MG) - Igrapiúna (BA) - Igreja Nova (AL) - Igrejinha (RS) - Iguaba Grande (RJ) - Iguaí (BA) - Iguape (SP) - Iguaracy (PE) - Iguaraçu (PR) - Iguatama (MG) - Iguatemi (MS) - Iguatu (CE) - Iguatu (PR) - Ijaci (MG) - Ijuí (RS) - Ilhabela (SP) - Ilha Comprida (SP) - Ilha das Flores (SE) - Ilha de Itamaracá (PE) - Ilha Grande (PI) - Ilha Solteira (SP) - Ilhéus (BA) - Ilhota (SC) - Ilicínea (MG) - Ilópolis (RS) - Imaculada (PB) - Imaruí (SC) - Imbaú (PR) - Imbé (RS) - Imbé de Minas (MG) - Imbituba (SC) - Imbituva (PR) - Imbuia (SC) - Imigrante (Rio Grande do Sul) (RS) - Imperatriz (MA) - Inaciolândia (GO) - Inácio Martins (PR) - Inajá (PE) - Inajá (PR) - Inconfidentes (MG) - Indaiabira (MG) - Indaial (SC) - Indaiatuba (SP) - Independência (CE) - Independência (RS) - Indiana (SP) - Indianópolis (MG) - Indianópolis (PR) - Indiaporã (SP) - Indiara (GO) - Indiaroba (SE) - Indiavaí (MT) - Ingá (PB) | - Ingaí (MG) - Ingazeira (PE) - Inhacorá (RS) - Inhambupe (BA) - Inhangapi (PA) - Inhapi (AL) - Inhapim (MG) - Inhaúma (MG) - Inhuma (PI) - Inhumas (GO) - Inimutaba (MG) - Inocência (município) (MS) - Inúbia Paulista (SP) - Iomerê (SC) - Ipaba (MG) - Ipameri (GO) - Ipanema (MG) - Ipanguaçu (RN) - Ipaporanga (CE) - Ipatinga (MG) - Ipaussu (SP) - Ipaumirim (CE) - Ipê (RS) - Ipecaetá (BA) - Iperó (SP) - Ipeúna (SP) - Ipiaçu (MG) - Ipiaú (BA) - Ipiguá (SP) - Ipira (SC) - Ipirá (BA) - Ipiranga (PR) - Ipiranga de Goiás (GO) - Ipiranga do Norte (MT) - Ipiranga do Piauí (PI) - Ipiranga do Sul (RS) - Ipixuna (AM) - Ipixuna do Pará (PA) - Ipojuca (PE) - Iporá (GO) - Iporã (PR) - Iporã do Oeste (SC) - Iporanga (SP) - Ipu (CE) - Ipuã (SP) - Ipuaçu (SC) - Ipubi (PE) - Ipueira (RN) - Ipueiras (CE) - Ipueiras (TO) - Ipuiuna (MG) - Ipumirim (SC) - Ipupiara (BA) - Iracema (CE) - Iracema (RR) - Iracema do Oeste (PR) - Iracemápolis (SP) - Iraceminha (SC) - Iraí (RS) - Iraí de Minas (MG) - Irajuba (BA) - Iramaia (BA) - Iranduba (AM) - Irani (SC) - Irapuã (SP) - Irapuru (SP) - Iraquara (BA) - Irará (BA) - Irati (PR) - Irati (SC) - Irauçuba (CE) - Irecê (BA) - Iretama (PR) - Irineópolis (SC) - Irituia (PA) - Irupi (ES) - Isaías Coelho (PI) - Israelândia (GO) - Itá (SC) - Itaara (RS) - Itabaiana (PB) - Itabaiana (SE) - Itabaianinha (SE) - Itabela (BA) - Itaberaba (BA) - Itaberá (SP) - Itaberaí (GO) - Itabi (SE) - Itabira (MG) - Itabirinha (MG) - Itabirito (MG) - Itaboraí (RJ) - Itabuna (BA) - Itacajá (TO) - Itacambira (MG) - Itacarambi (MG) - Itacaré (BA) - Itacoatiara (AM) - Itacuruba (PE) - Itacurubi (RS) - Itaetê (BA) - Itagi (BA) - Itagibá (BA) - Itagimirim (BA) - Itaguaçu da Bahia (BA) - Itaguaçu (ES) - Itaguaí (RJ) - Itaguajé (PR) - Itaguara (MG) - Itaguari (GO) - Itaguaru (GO) - Itaguatins (TO) - Itaí (SP) - Itaíba (PE) - Itaiçaba (CE) - Itainópolis (PI) - Itaiópolis (SC) - Itaipava do Grajaú (MA) - Itaipé (MG) - Itaipulândia (PR) - Itaitinga (CE) - Itaituba (PA) - Itajá (GO) - Itajá (RN) - Itajaí (SC) - Itajobi (SP) - Itaju (SP) - Itajubá (MG) - Itaju do Colônia (BA) | - Itajuípe (BA) - Italva (RJ) - Itamaraju (BA) - Itamarandiba (MG) - Itamarati (AM) - Itamarati de Minas (MG) - Itamari (BA) - Itambacuri (MG) - Itambaracá (PR) - Itambé (BA) - Itambé (PE) - Itambé (PR) - Itambé do Mato Dentro (MG) - Itamogi (MG) - Itamonte (MG) - Itanagra (BA) - Itanhaém (SP) - Itanhandu (MG) - Itanhangá (MT) - Itanhém (BA) - Itanhomi (MG) - Itaobim (MG) - Itaocara (RJ) - Itaoca (SP) - Itapaci (GO) - Itapajé (CE) - Itapagipe (MG) - Itaparica (BA) - Itapé (BA) - Itapebi (BA) - Itapecerica (MG) - Itapecerica da Serra (SP) - Itapecuru-Mirim (MA) - Itapejara d'Oeste (PR) - Itapema (SC) - Itapemirim (ES) - Itaperuçu (PR) - Itaperuna (RJ) - Itapetim (PE) - Itapetinga (BA) - Itapetininga (SP) - Itapeva (MG) - Itapeva (SP) - Itapevi (SP) - Itapicuru (BA) - Itapipoca (CE) - Itapira (SP) - Itapiranga (AM) - Itapiranga (SC) - Itapirapuã (GO) - Itapirapuã Paulista (SP) - Itapiratins (TO) - Itapissuma (PE) - Itapitanga (BA) - Itapiúna (CE) - Itapoá (SC) - Itápolis (SP) - Itaporã (MS) - Itaporã do Tocantins (TO) - Itaporanga (PB) - Itaporanga (SP) - Itaporanga d'Ajuda (SE) - Itapororoca (PB) - Itapuã do Oeste (RO) - Itapuca (RS) - Itapuí (SP) - Itapura (SP) - Itapuranga (GO) - Itaquaquecetuba (SP) - Itaquara (BA) - Itaqui (RS) - Itaquiraí (MS) - Itaquitinga (PE) - Itarana (ES) - Itarantim (BA) - Itararé (SP) - Itarema (CE) - Itariri (SP) - Itarumã (GO) - Itati (RS) - Itatiaia (RJ) - Itatiaiuçu (MG) - Itatiba (SP) - Itatiba do Sul (RS) - Itatim (BA) - Itatinga (SP) - Itatira (CE) - Itatuba (PB) - Itaú (RN) - Itaubal (AP) - Itaúba (MT) - Itauçu (GO) - Itaú de Minas (MG) - Itaueira (PI) - Itaúna (MG) - Itaúna do Sul (PR) - Itaverava (MG) - Itinga (MG) - Itinga do Maranhão (MA) - Itiquira (MT) - Itirapina (SP) - Itirapuã (SP) - Itiruçu (BA) - Itiúba (BA) - Itobi (SP) - Itororó (BA) - Itu (SP) - Ituaçu (BA) - Ituberá (BA) - Itueta (MG) - Ituiutaba (MG) - Itumbiara (GO) - Itumirim (MG) - Itupeva (SP) - Itupiranga (PA) - Ituporanga (SC) - Iturama (MG) - Itutinga (MG) - Ituverava (SP) - Iuiu (BA) - Iúna (ES) - Ivaí (PR) - Ivaiporã (PR) - Ivaté (PR) - Ivatuba (PR) - Ivinhema (MS) - Ivolândia (GO) - Ivorá (RS) - Ivoti (RS) |

## J
| | | |
| - Jaboatão dos Guararapes (PE) - Jaborá (SC) - Jaborandi (BA) - Jaborandi (SP) - Jaboticaba (RS) - Jaboticabal (SP) - Jaboticatubas (MG) - Jaboti (PR) - Jaçanã (RN) - Jacaraci (BA) - Jacaraú (PB) - Jacareacanga (PA) - Jacaré dos Homens (AL) - Jacareí (SP) - Jacarezinho (PR) - Jaci (SP) - Jaciara (MT) - Jacinto (MG) - Jacinto Machado (SC) - Jacobina (BA) - Jacobina do Piauí (PI) - Jacuí (MG) - Jacuípe (AL) - Jacuizinho (RS) - Jacundá (PA) - Jacupiranga (SP) - Jacutinga (MG) - Jacutinga (RS) - Jaguapitã (PR) - Jaguaquara (BA) - Jaguaraçu (MG) - Jaguarão (RS) - Jaguarari (BA) - Jaguaré (ES) - Jaguaretama (CE) - Jaguari (RS) - Jaguariaíva (PR) - Jaguaribara (CE) - Jaguaribe (CE) - Jaguaripe (BA) - Jaguariúna (SP) - Jaguaruana (CE) - Jaguaruna (SC) - Jaíba (MG) - Jaicós (PI) - Jales (SP) - Jambeiro (SP) - Jampruca (MG) - Janaúba (MG) - Jandaia (GO) - Jandaia do Sul (PR) - Jandaíra (BA) - Jandaíra (RN) - Jandira (SP) - Janduís (RN) - Jangada (MT) - Janiópolis (PR) - Januária (MG) - Japaraíba (MG) - Japaratinga (AL) - Japaratuba (SE) - Japeri (RJ) - Japi (RN) - Japira (PR) - Japoatã (SE) - Japonvar (MG) - Japorã (MS) - Japurá (AM) - Japurá (PR) | - Jaqueira (PE) - Jaquirana (RS) - Jaraguá (GO) - Jaraguá do Sul (SC) - Jaraguari (MS) - Jaramataia (AL) - Jardim (CE) - Jardim (MS) - Jardim Alegre (PR) - Jardim de Angicos (RN) - Jardim de Piranhas (RN) - Jardim do Mulato (PI) - Jardim do Seridó (RN) - Jardim Olinda (PR) - Jardinópolis (SC) - Jardinópolis (SP) - Jari (RS) - Jarinu (SP) - Jaru (RO) - Jataí (GO) - Jataizinho (PR) - Jataúba (PE) - Jateí (MS) - Jati (CE) - Jatobá (MA) - Jatobá (PE) - Jatobá do Piauí (PI) - Jaú (SP) - Jaú do Tocantins (TO) - Jaupaci (GO) - Jauru (MT) - Jeceaba (MG) - Jenipapo de Minas (MG) - Jenipapo dos Vieiras (MA) - Jequeri (MG) - Jequiá da Praia (AL) - Jequié (BA) - Jequitaí (MG) - Jequitibá (MG) - Jequitinhonha (MG) - Jeremoabo (BA) - Jericó (PB) - Jeriquara (SP) - Jerônimo Monteiro (ES) - Jerumenha (PI) - Jesuânia (MG) - Jesuítas (PR) - Jesúpolis (GO) - Jijoca de Jericoacoara (CE) - Ji-Paraná (RO) - Jiquiriçá (BA) - Jitaúna (BA) - Joaçaba (SC) - Joaíma (MG) - Joanésia (MG) - Joanópolis (SP) - João Alfredo (PE) - João Câmara (RN) - João Costa (PI) - João Dias (RN) - João Dourado (BA) - João Lisboa (MA) - João Monlevade (MG) - João Neiva (ES) - João Pessoa (PB) - João Pinheiro (MG) - João Ramalho (SP) - Joaquim Felício (MG) - Joaquim Gomes (AL) | - Joaquim Nabuco (PE) - Joaquim Pires (PI) - Joaquim Távora (PR) - Joca Claudino (PB) - Joca Marques (PI) - Jóia (RS) - Joinville (SC) - Jordânia (MG) - Jordão (AC) - José Boiteux (SC) - José Bonifácio (SP) - José da Penha (RN) - José de Freitas (PI) - José Gonçalves de Minas (MG) - Joselândia (MA) - Josenópolis (MG) - José Raydan (MG) - Joviânia (GO) - Juara (MT) - Juarez Távora (PB) - Juarina (TO) - Juatuba (MG) - Juazeirinho (PB) - Juazeiro (BA) - Juazeiro do Norte (CE) - Juazeiro do Piauí (PI) - Jucás (CE) - Jucati (PE) - Jucuruçu (BA) - Jucurutu (RN) - Juína (MT) - Juiz de Fora (MG) - Júlio Borges (PI) - Júlio de Castilhos (RS) - Júlio Mesquita (SP) - Jumirim (SP) - Junco do Maranhão (MA) - Junco do Seridó (PB) - Jundiá (AL) - Jundiá (RN) - Jundiaí (SP) - Jundiaí do Sul (PR) - Junqueiro (AL) - Junqueirópolis (SP) - Jupi (PE) - Jupiá (SC) - Juquiá (SP) - Juquitiba (SP) - Juramento (MG) - Juranda (PR) - Jurema (PE) - Jurema (PI) - Juripiranga (PB) - Juru (PB) - Juruá (AM) - Juruaia (MG) - Juruena (MT) - Juruti (PA) - Juscimeira (MT) - Jussara (BA) - Jussara (GO) - Jussara (PR) - Jussari (BA) - Jussiape (BA) - Jutaí (AM) - Juti (MS) - Juvenília (MG) |

## K
|               |  |  |
| - Kaloré (PR) |  |  |

## L
| | | |
| - Lábrea (AM) - Lacerdópolis (SC) - Ladainha (MG) - Ladário (MS) - Lafaiete Coutinho (BA) - Lagamar (MG) - Lagarto (SE) - Lages (SC) - Lagoa (PB) - Lagoa Alegre (PI) - Lagoa Bonita do Sul (RS) - Lagoa da Canoa (AL) - Lagoa da Confusão (TO) - Lagoa d'Anta (RN) - Lagoa da Prata (MG) - Lagoa de Dentro (PB) - Lagoa de Itaenga (PE) - Lagoa de Pedras (RN) - Lagoa de São Francisco (PI) - Lagoa de Velhos (RN) - Lagoa do Barro do Piauí (PI) - Lagoa do Carro (PE) - Lagoa do Mato (MA) - Lagoa do Ouro (PE) - Lagoa do Piauí (PI) - Lagoa dos Gatos (PE) - Lagoa do Sítio (PI) - Lagoa dos Patos (MG) - Lagoa dos Três Cantos (RS) - Lagoa do Tocantins (TO) - Lagoa Dourada (MG) - Lagoa Formosa (MG) - Lagoa Grande (MG) - Lagoa Grande (PE) - Lagoa Grande do Maranhão (MA) - Lagoa Nova (RN) - Lagoão (RS) - Lagoa Real (BA) - Lagoa Salgada (RN) - Lagoa Santa (GO) - Lagoa Santa (MG) - Lagoa Seca (PB) - Lagoa Vermelha (RS) - Lago da Pedra (MA) - Lago do Junco (MA) - Lago dos Rodrigues (MA) - Lagoinha (SP) - Lagoinha do Piauí (PI) - Lago Verde (MA) - Laguna (SC) - Laguna Carapã (MS) - Laje (BA) - Lajeado (RS) | - Lajeado (TO) - Lajeado do Bugre (RS) - Lajeado Grande (SC) - Lajeado Novo (MA) - Lajedão (BA) - Lajedinho (BA) - Lajedo (PE) - Lajedo do Tabocal (BA) - Laje do Muriaé (RJ) - Lajes (RN) - Lajes Pintadas (RN) - Lajinha (MG) - Lamarão (BA) - Lambari (MG) - Lambari d'Oeste (MT) - Lamim (MG) - Landri Sales (PI) - Lapa (PR) - Lapão (BA) - Laranja da Terra (ES) - Laranjal (MG) - Laranjal (PR) - Laranjal do Jari (AP) - Laranjal Paulista (SP) - Laranjeiras (SE) - Laranjeiras do Sul (PR) - Lassance (MG) - Lastro (PB) - Laurentino (SC) - Lauro de Freitas (BA) - Lauro Müller (SC) - Lavandeira (TO) - Lavínia (SP) - Lavras (MG) - Lavras da Mangabeira (CE) - Lavras do Sul (RS) - Lavrinhas (SP) - Leandro Ferreira (MG) - Lebon Régis (SC) - Leme (SP) - Leme do Prado (MG) - Lençóis (BA) - Lençóis Paulista (SP) - Leoberto Leal (SC) - Leopoldina (MG) - Leopoldo de Bulhões (GO) - Leópolis (PR) - Liberato Salzano (RS) - Liberdade (MG) - Licínio de Almeida (BA) - Lidianópolis (PR) - Lima Campos (MA) - Lima Duarte (MG) | - Limeira (SP) - Limeira do Oeste (MG) - Limoeiro (PE) - Limoeiro de Anadia (AL) - Limoeiro do Ajuru (PA) - Limoeiro do Norte (CE) - Lindoeste (PR) - Lindoia (SP) - Lindóia do Sul (SC) - Lindolfo Collor (RS) - Linha Nova (RS) - Linhares (ES) - Lins (SP) - Livramento (PB) - Livramento de Nossa Senhora (BA) - Lizarda (TO) - Loanda (PR) - Lobato (PR) - Logradouro (PB) - Londrina (PR) - Lontra (MG) - Lontras (SC) - Lorena (SP) - Loreto (MA) - Lourdes (SP) - Louveira (SP) - Lucas do Rio Verde (MT) - Lucélia (SP) - Lucena (PB) - Lucianópolis (SP) - Luciara (MT) - Lucrécia (RN) - Luiz Antônio (SP) - Luisburgo (MG) - Luiz Alves (SC) - Luís Correia (PI) - Luís Domingues (MA) - Luís Eduardo Magalhães (BA) - Luís Gomes (RN) - Luisiana (PR) - Luisiânia (SP) - Luislândia (MG) - Luminárias (MG) - Lunardelli (PR) - Lupércio (SP) - Lupionópolis (PR) - Lutécia (SP) - Luz (MG) - Luzerna (SC) - Luziânia (GO) - Luzilândia (PI) - Luzinópolis (TO) |

## M
| | | |
| - Macaé (RJ) - Macaíba (RN) - Macajuba (BA) - Maçambará (RS) - Macambira (SE) - Macapá (AP) - Macaparana (PE) - Macarani (BA) - Macatuba (SP) - Macau (RN) - Macaubal (SP) - Macaúbas (BA) - Macedônia (SP) - Maceió (AL) - Machacalis (MG) - Machadinho (RS) - Machadinho d'Oeste (RO) - Machado (MG) - Machados (PE) - Macieira (SC) - Macuco (RJ) - Macururé (BA) - Madalena (CE) - Madeiro (PI) - Madre de Deus (BA) - Madre de Deus de Minas (MG) - Mãe d'Água (PB) - Mãe do Rio (PA) - Maetinga (BA) - Mafra (SC) - Magalhães Barata (PA) - Magalhães de Almeida (MA) - Magda (SP) - Magé (RJ) - Maiquinique (BA) - Mairi (BA) - Mairinque (SP) - Mairiporã (SP) - Mairipotaba (GO) - Major Gercino (SC) - Major Izidoro (AL) - Major Sales (RN) - Major Vieira (SC) - Malacacheta (MG) - Malhada (BA) - Malhada de Pedras (BA) - Malhada dos Bois (SE) - Malhador (SE) - Mallet (PR) - Malta (PB) - Mamanguape (PB) - Mambaí (GO) - Mamborê (PR) - Mamonas (MG) - Mampituba (RS) - Manacapuru (AM) - Manaíra (PB) - Manaquiri (AM) - Manari (PE) - Manaus (AM) - Mâncio Lima (AC) - Mandaguaçu (PR) - Mandaguari (PR) - Mandirituba (PR) - Manduri (SP) - Manfrinópolis (PR) - Manga (MG) - Mangaratiba (RJ) - Mangueirinha (PR) - Manhuaçu (MG) - Manhumirim (MG) - Manicoré (AM) - Manoel Emídio (PI) - Manoel Ribas (PR) - Manoel Urbano (AC) - Manoel Viana (RS) - Manoel Vitorino (BA) - Mansidão (BA) - Mantena (MG) - Mantenópolis (ES) - Maquiné (RS) - Maraã (AM) - Marabá (PA) - Marabá Paulista (SP) - Maracaçumé (MA) - Maracaí (SP) - Maracajá (SC) - Maracaju (MS) - Maracanã (PA) - Maracanaú (CE) - Maracás (BA) - Maragogi (AL) - Maragogipe (BA) - Maraial (PE) - Marajá do Sena (MA) - Maranguape (CE) - Maranhãozinho (MA) - Marapanim (PA) - Marapoama (SP) - Mara Rosa (GO) - Maratá (RS) - Marataízes (ES) - Maraú (BA) - Marau (RS) - Maravilha (AL) - Maravilha (SC) - Maravilhas (MG) - Marcação (PB) - Marcelândia (MT) - Marcelino Ramos (RS) - Marcelino Vieira (RN) - Marcionílio Souza (BA) - Marco (CE) - Marcolândia (PI) - Marcos Parente (PI) - Mar de Espanha (MG) - Marechal Cândido Rondon (PR) - Marechal Deodoro (AL) - Marechal Floriano (ES) - Marechal Thaumaturgo (AC) - Marema (SC) - Mari (PB) - Maria da Fé (MG) - Maria Helena (PR) - Marialva (PR) - Mariana (MG) - Mariana Pimentel (RS) - Mariano Moro (RS) - Marianópolis do Tocantins (TO) - Mariápolis (SP) - Maribondo (AL) - Maricá (RJ) - Marilac (MG) - Marilândia (ES) - Marilândia do Sul (PR) - Marilena (PR) | - Marília (SP) - Mariluz (PR) - Maringá (PR) - Marinópolis (SP) - Mário Campos (MG) - Mariópolis (PR) - Maripá (PR) - Maripá de Minas (MG) - Marituba (PA) - Marizópolis (PB) - Marliéria (MG) - Marmeleiro (PR) - Marmelópolis (MG) - Marques de Souza (RS) - Marquinho (PR) - Martinho Campos (MG) - Martinópole (CE) - Martinópolis (SP) - Martins (RN) - Martins Soares (MG) - Maruim (SE) - Marumbi (PR) - Mar Vermelho (AL) - Marzagão (GO) - Mascote (BA) - Massapê (CE) - Massapê do Piauí (PI) - Massaranduba (PB) - Massaranduba (SC) - Mata (RS) - Mata de São João (BA) - Mata Grande (AL) - Matão (SP) - Mataraca (PB) - Mata Roma (MA) - Mata Verde (MG) - Mateiros (TO) - Matelândia (PR) - Materlândia (MG) - Mateus Leme (MG) - Mathias Lobato (MG) - Matias Barbosa (MG) - Matias Cardoso (MG) - Matias Olímpio (PI) - Matina (BA) - Matinha (MA) - Matinhas (PB) - Matinhos (PR) - Matipó (MG) - Mato Castelhano (RS) - Matões (MA) - Matões do Norte (MA) - Mato Grosso (PB) - Mato Leitão (RS) - Mato Queimado (RS) - Mato Rico (PR) - Matos Costa (SC) - Mato Verde (MG) - Matozinhos (MG) - Matrinchã (GO) - Matriz de Camaragibe (AL) - Matupá (MT) - Matureia (PB) - Matutina (MG) - Mauá (SP) - Mauá da Serra (PR) - Maués (AM) - Maurilândia (GO) - Maurilândia do Tocantins (TO) - Mauriti (CE) - Maxaranguape (RN) - Maximiliano de Almeida (RS) - Mazagão (AP) - Medeiros (MG) - Medeiros Neto (BA) - Medianeira (PR) - Medicilândia (PA) - Medina (MG) - Meleiro (SC) - Melgaço (PA) - Mendes (RJ) - Mendes Pimentel (MG) - Mendonça (SP) - Mercedes (PR) - Mercês (MG) - Meridiano (SP) - Meruoca (CE) - Mesópolis (SP) - Mesquita (MG) - Mesquita (RJ) - Messias (AL) - Messias Targino (RN) - Miguel Alves (PI) - Miguel Calmon (BA) - Miguel Leão (PI) - Miguelópolis (SP) - Miguel Pereira (RJ) - Milagres (BA) - Milagres (CE) - Milagres do Maranhão (MA) - Milhã (CE) - Milton Brandão (PI) - Mimoso de Goiás (GO) - Mimoso do Sul (ES) - Minaçu (GO) - Minador do Negrão (AL) - Minas do Leão (RS) - Minas Novas (MG) - Minduri (MG) - Mineiros (GO) - Mineiros do Tietê (SP) - Ministro Andreazza (RO) - Mirabela (MG) - Miracatu (SP) - Miracema (RJ) - Miracema do Tocantins (TO) - Mirador (MA) - Mirador (PR) - Miradouro (MG) - Mira Estrela (SP) - Miraguaí (RS) - Miraí (MG) - Miraíma (CE) - Miranda (MS) - Miranda do Norte (MA) - Mirandiba (PE) - Mirandópolis (SP) - Mirangaba (BA) - Miranorte (TO) - Mirante (BA) - Mirante da Serra (RO) - Mirante do Paranapanema (SP) - Miraselva (PR) - Mirassol (SP) - Mirassolândia (SP) - Mirassol d'Oeste (MT) | - Miravânia (MG) - Mirim Doce (SC) - Mirinzal (MA) - Missal (PR) - Missão Velha (CE) - Mocajuba (PA) - Mococa (SP) - Modelo (SC) - Moeda (MG) - Moema (MG) - Mogeiro (PB) - Mogi das Cruzes (SP) - Mogi Guaçu (SP) - Mogi Mirim (SP) - Moiporá (GO) - Moita Bonita (SE) - Moju (PA) - Mojuí dos Campos (PA) - Mombaça (CE) - Mombuca (SP) - Monção (MA) - Monções (SP) - Mondaí (SC) - Mongaguá (SP) - Monjolos (MG) - Monsenhor Gil (PI) - Monsenhor Hipólito (PI) - Monsenhor Paulo (MG) - Monsenhor Tabosa (CE) - Montadas (PB) - Montalvânia (MG) - Montanha (ES) - Montanhas (RN) - Montauri (RS) - Monte Alegre (PA) - Monte Alegre (RN) - Monte Alegre de Goiás (GO) - Monte Alegre de Minas (MG) - Monte Alegre de Sergipe (SE) - Monte Alegre do Piauí (PI) - Monte Alegre dos Campos (RS) - Monte Alegre do Sul (SP) - Monte Alto (SP) - Monte Aprazível (SP) - Monte Azul (MG) - Monte Azul Paulista (SP) - Monte Belo (MG) - Monte Belo do Sul (RS) - Monte Carlo (SC) - Monte Carmelo (MG) - Monte Castelo (SC) - Monte Castelo (SP) - Monte das Gameleiras (RN) - Monte do Carmo (TO) - Monte Formoso (MG) - Monte Horebe (PB) - Monteiro (PB) - Monteiro Lobato (SP) - Monteirópolis (AL) - Monte Mor (SP) - Montenegro (RS) - Monte Negro (RO) - Montes Altos (MA) - Monte Santo (BA) - Monte Santo de Minas (MG) - Monte Santo do Tocantins (TO) - Montes Claros (MG) - Montes Claros de Goiás (GO) - Monte Sião (MG) - Montezuma (MG) - Montividiu (GO) - Montividiu do Norte (GO) - Morada Nova (CE) - Morada Nova de Minas (MG) - Moraújo (CE) - Moreilândia (PE) - Moreira Sales (PR) - Moreno (PE) - Mormaço (RS) - Morpará (BA) - Morretes (PR) - Morrinhos (CE) - Morrinhos (GO) - Morrinhos do Sul (RS) - Morro Agudo (SP) - Morro Agudo de Goiás (GO) - Morro Cabeça no Tempo (PI) - Morro da Fumaça (SC) - Morro da Garça (MG) - Morro do Chapéu (BA) - Morro do Chapéu do Piauí (PI) - Morro do Pilar (MG) - Morro Grande (SC) - Morro Redondo (RS) - Morro Reuter (RS) - Morros (MA) - Mortugaba (BA) - Morungaba (SP) - Mossâmedes (GO) - Mossoró (RN) - Mostardas (RS) - Motuca (SP) - Mozarlândia (GO) - Muaná (PA) - Mucajaí (RR) - Mucambo (CE) - Mucugê (BA) - Muçum (RS) - Mucuri (BA) - Mucurici (ES) - Muitos Capões (RS) - Muliterno (RS) - Mulungu (CE) - Mulungu (PB) - Mulungu do Morro (BA) - Mundo Novo (BA) - Mundo Novo (GO) - Mundo Novo (MS) - Munhoz (MG) - Munhoz de Mello (PR) - Muniz Ferreira (BA) - Muniz Freire (ES) - Muquém do São Francisco (BA) - Muqui (ES) - Muriaé (MG) - Muribeca (SE) - Murici (AL) - Murici dos Portelas (PI) - Muricilândia (TO) - Muritiba (BA) - Murutinga do Sul (SP) - Mutuípe (BA) - Mutum (MG) - Mutunópolis (GO) - Muzambinho (MG) |

## N
| | | |
| - Nacip Raydan (MG) - Nantes (SP) - Nanuque (MG) - Não-Me-Toque (RS) - Naque (MG) - Narandiba (SP) - Natal (RN) - Natalândia (MG) - Natércia (MG) - Natividade (RJ) - Natividade (TO) - Natividade da Serra (SP) - Natuba (PB) - Navegantes (SC) - Naviraí (MS) - Nazaré (BA) - Nazaré (TO) - Nazaré da Mata (PE) - Nazaré do Piauí (PI) - Nazareno (MG) - Nazaré Paulista (SP) - Nazarezinho (PB) - Nazária (PI) - Nazário (GO) - Neópolis (SE) - Nepomuceno (MG) - Nerópolis (GO) - Neves Paulista (SP) - Nhamundá (AM) - Nhandeara (SP) - Nicolau Vergueiro (RS) - Nilo Peçanha (BA) - Nilópolis (RJ) - Nina Rodrigues (MA) - Ninheira (MG) - Nioaque (MS) - Nipoã (SP) - Niquelândia (GO) - Nísia Floresta (RN) - Niterói (RJ) - Nobres (MT) - Nonoai (RS) - Nordestina (BA) - Normandia (RR) - Nortelândia (MT) - Nossa Senhora Aparecida (SE) - Nossa Senhora da Glória (SE) - Nossa Senhora das Dores (SE) - Nossa Senhora das Graças (PR) - Nossa Senhora de Lourdes (SE) - Nossa Senhora de Nazaré (PI) - Nossa Senhora do Livramento (MT) - Nossa Senhora do Socorro (SE) - Nossa Senhora dos Remédios (PI) - Nova Aliança (SP) - Nova Aliança do Ivaí (PR) - Nova Alvorada (RS) - Nova Alvorada do Sul (MS) - Nova América (GO) - Nova América da Colina (PR) - Nova Andradina (MS) - Nova Araçá (RS) - Nova Aurora (GO) - Nova Aurora (PR) - Nova Bandeirantes (MT) - Nova Bassano (RS) | - Nova Belém (MG) - Nova Boa Vista (RS) - Nova Brasilândia (MT) - Nova Brasilândia d'Oeste (RO) - Nova Bréscia (RS) - Nova Campina (SP) - Nova Canaã (BA) - Nova Canaã do Norte (MT) - Nova Canaã Paulista (SP) - Nova Candelária (RS) - Nova Cantu (PR) - Nova Castilho (SP) - Nova Colinas (MA) - Nova Crixás (GO) - Nova Cruz (RN) - Nova Era (MG) - Nova Erechim (SC) - Nova Esperança (PR) - Nova Esperança do Piriá (PA) - Nova Esperança do Sudoeste (PR) - Nova Esperança do Sul (RS) - Nova Europa (SP) - Nova Fátima (BA) - Nova Fátima (PR) - Nova Floresta (PB) - Nova Friburgo (RJ) - Nova Glória (GO) - Nova Granada (SP) - Nova Guarita (MT) - Nova Guataporanga (SP) - Nova Hartz (RS) - Nova Ibiá (BA) - Nova Iguaçu (RJ) - Nova Iguaçu de Goiás (GO) - Nova Independência (SP) - Nova Iorque (MA) - Nova Ipixuna (PA) - Novais (SP) - Nova Itaberaba (SC) - Nova Itarana (BA) - Nova Lacerda (MT) - Nova Laranjeiras (PR) - Nova Lima (MG) - Nova Londrina (PR) - Nova Luzitânia (SP) - Nova Mamoré (RO) - Nova Marilândia (MT) - Nova Maringá (MT) - Nova Módica (MG) - Nova Monte Verde (MT) - Nova Mutum (MT) - Nova Nazaré (MT) - Nova Odessa (SP) - Nova Olímpia (MT) - Nova Olímpia (PR) - Nova Olinda (CE) - Nova Olinda (PB) - Nova Olinda (TO) - Nova Olinda do Maranhão (MA) - Nova Olinda do Norte (AM) - Nova Pádua (RS) - Nova Palma (RS) - Nova Palmeira (PB) - Nova Petrópolis (RS) | - Nova Ponte (MG) - Nova Porteirinha (MG) - Nova Prata (RS) - Nova Prata do Iguaçu (PR) - Nova Ramada (RS) - Nova Redenção (BA) - Nova Resende (MG) - Nova Roma (GO) - Nova Roma do Sul (RS) - Nova Rosalândia (TO) - Nova Russas (CE) - Nova Santa Bárbara (PR) - Nova Santa Helena (MT) - Nova Santa Rita (PI) - Nova Santa Rita (RS) - Nova Santa Rosa (PR) - Nova Serrana (MG) - Nova Soure (BA) - Nova Tebas (PR) - Nova Timboteua (PA) - Nova Trento (SC) - Nova Ubiratã (MT) - Nova União (MG) - Nova União (RO) - Nova Venécia (ES) - Nova Veneza (GO) - Nova Veneza (SC) - Nova Viçosa (BA) - Nova Xavantina (MT) - Novo Acordo (TO) - Novo Alegre (TO) - Novo Aripuanã (AM) - Novo Airão (AM) - Novo Barreiro (RS) - Novo Brasil (GO) - Novo Cabrais (RS) - Novo Cruzeiro (MG) - Novo Gama (GO) - Novo Hamburgo (RS) - Novo Horizonte (BA) - Novo Horizonte (SC) - Novo Horizonte (SP) - Novo Horizonte do Norte (MT) - Novo Horizonte do Oeste (RO) - Novo Horizonte do Sul (MS) - Novo Itacolomi (PR) - Novo Jardim (TO) - Novo Lino (AL) - Novo Machado (RS) - Novo Mundo (MT) - Novo Oriente (CE) - Novo Oriente de Minas (MG) - Novo Oriente do Piauí (PI) - Novo Planalto (GO) - Novo Progresso (PA) - Novo Repartimento (PA) - Novorizonte (MG) - Novo Santo Antônio (MT) - Novo Santo Antônio (PI) - Novo São Joaquim (MT) - Novo Tiradentes (RS) - Novo Triunfo (BA) - Novo Xingu (RS) - Nuporanga (SP) |

## O
| | | |
| - Óbidos (PA) - Ocara (CE) - Ocauçu (SP) - Oeiras (PI) - Oeiras do Pará (PA) - Oiapoque (AP) - Olaria (MG) - Óleo (SP) - Olho d'Água (PB) - Olho d'Água das Cunhãs (MA) - Olho d'Água das Flores (AL) - Olho d'Água do Borges (RN) - Olho d'Água do Casado (AL) - Olho d'Água do Piauí (PI) - Olho d'Água Grande (AL) - Olhos-d'Água (MG) - Olímpia (SP) - Olímpio Noronha (MG) - Olinda (PE) - Olinda Nova do Maranhão (MA) - Olindina (BA) - Olivedos (PB) - Oliveira (MG) | - Oliveira de Fátima (TO) - Oliveira dos Brejinhos (BA) - Oliveira Fortes (MG) - Olivença (AL) - Onça de Pitangui (MG) - Onda Verde (SP) - Oratórios (MG) - Oriente (SP) - Orindiúva (SP) - Oriximiná (PA) - Orizânia (MG) - Orizona (GO) - Orlândia (SP) - Orleans (SC) - Orobó (PE) - Orocó (PE) - Orós (CE) - Ortigueira (PR) - Osasco (SP) - Oscar Bressane (SP) - Osório (RS) - Osvaldo Cruz (SP) - Otacílio Costa (SC) | - Ourém (PA) - Ouriçangas (BA) - Ouricuri (PE) - Ourilândia do Norte (PA) - Ourinhos (SP) - Ourizona (PR) - Ouro (SC) - Ouro Branco (AL) - Ouro Branco (MG) - Ouro Branco (RN) - Ouroeste (SP) - Ouro Fino (MG) - Ourolândia (BA) - Ouro Preto (MG) - Ouro Preto do Oeste (RO) - Ouro Velho (PB) - Ouro Verde (SC) - Ouro Verde (SP) - Ouro Verde de Goiás (GO) - Ouro Verde de Minas (MG) - Ouro Verde do Oeste (PR) - Ouvidor (GO) |

## P
| | | |
| - Pacaembu (SP) - Pacajá (PA) - Pacajus (CE) - Pacaraima (RR) - Pacatuba (CE) - Pacatuba (SE) - Paço do Lumiar (MA) - Pacoti (CE) - Pacujá (CE) - Padre Bernardo (GO) - Padre Carvalho (MG) - Padre Marcos (PI) - Padre Paraíso (MG) - Paes Landim (PI) - Paial (SC) - Paiçandu (PR) - Paim Filho (RS) - Paineiras (MG) - Painel (SC) - Pains (MG) - Pai Pedro (MG) - Paiva (MG) - Pajeú do Piauí (PI) - Palestina (AL) - Palestina (SP) - Palestina de Goiás (GO) - Palestina do Pará (PA) - Palhano (CE) - Palhoça (SC) - Palma (MG) - Palmácia (CE) - Palmares (PE) - Palmares do Sul (RS) - Palmares Paulista (SP) - Palmas (PR) - Palmas (TO) - Palmas de Monte Alto (BA) - Palma Sola (SC) - Palmeira (PR) - Palmeira (SC) - Palmeira das Missões (RS) - Palmeira d'Oeste (SP) - Palmeira do Piauí (PI) - Palmeira dos Índios (AL) - Palmeirais (PI) - Palmeirândia (MA) - Palmeirante (TO) - Palmeiras (BA) - Palmeiras de Goiás (GO) - Palmeiras do Tocantins (TO) - Palmeirina (PE) - Palmeirópolis (TO) - Palmelo (GO) - Palminópolis (GO) - Palmital (PR) - Palmital (SP) - Palmitinho (RS) - Palmitos (SC) - Palmópolis (MG) - Palotina (PR) - Panamá (GO) - Panambi (RS) - Pancas (ES) - Panelas (PE) - Panorama (SP) - Pantano Grande (RS) - Pão de Açúcar (AL) - Papagaios (MG) - Papanduva (SC) - Paquetá (PI) - Paracambi (RJ) - Paracatu (MG) - Paracuru (CE) - Pará de Minas (MG) - Paragominas (PA) - Paraguaçu (MG) - Paraguaçu Paulista (SP) - Paraí (RS) - Paraíba do Sul (RJ) - Paraibano (MA) - Paraibuna (SP) - Paraipaba (CE) - Paraíso (SC) - Paraíso (SP) - Paraíso das Águas (MS) - Paraíso do Norte (PR) - Paraíso do Sul (RS) - Paraíso do Tocantins (TO) - Paraisópolis (MG) - Parambu (CE) - Paramirim (BA) - Paramoti (CE) - Paraná (RN) - Paranã (TO) - Paranacity (PR) - Paranaguá (PR) - Paranaíba (MS) - Paranaiguara (GO) - Paranaíta (MT) - Paranapanema (SP) - Paranapoema (PR) - Paranapuã (SP) - Paranatama (PE) - Paranatinga (MT) - Paranavaí (PR) - Paranhos (MS) - Paraopeba (MG) - Parapuã (SP) - Parari (PB) - Paratinga (BA) - Paraty (RJ) - Paraú (RN) - Parauapebas (PA) - Paraúna (GO) - Parazinho (RN) - Pardinho (SP) - Pareci Novo (RS) - Parecis (RO) - Parelhas (RN) - Pariconha (AL) - Parintins (AM) - Paripiranga (BA) - Paripueira (AL) - Pariquera-Açu (SP) - Parisi (SP) - Parnaguá (PI) - Parnaíba (PI) - Parnamirim (PE) - Parnamirim (RN) - Parnarama (MA) - Parobé (RS) - Passabém (MG) - Passa-e-Fica (RN) - Passagem (PB) - Passagem (RN) - Passagem Franca (MA) - Passagem Franca do Piauí (PI) - Passa Quatro (MG) - Passa-Sete (RS) - Passa Tempo (MG) - Passa Vinte (MG) - Passira (PE) - Passo de Camaragibe (AL) - Passo de Torres (SC) - Passo do Sobrado (RS) - Passo Fundo (RS) - Passos (MG) - Passos Maia (SC) - Pastos Bons (MA) - Patis (MG) - Pato Bragado (PR) - Pato Branco (PR) - Patos (PB) - Patos de Minas (MG) - Patos do Piauí (PI) - Patrocínio (MG) - Patrocínio do Muriaé (MG) - Patrocínio Paulista (SP) - Patu (RN) - Paty do Alferes (RJ) - Pau Brasil (BA) - Paudalho (PE) - Pau-d'Arco (PA) - Pau-d'Arco (TO) - Pau d'Arco do Piauí (PI) - Pau dos Ferros (RN) - Pauini (AM) - Paula Cândido (MG) - Paula Freitas (PR) - Paulicéia (SP) - Paulínia (SP) - Paulino Neves (MA) - Paulista (PB) - Paulista (PE) - Paulistana (PI) - Paulistânia (SP) - Paulistas (MG) - Paulo Afonso (BA) - Paulo Bento (RS) - Paulo de Faria (SP) - Paulo Frontin (PR) - Paulo Jacinto (AL) - Paulo Lopes (SC) - Paulo Ramos (MA) - Pavão (MG) - Paverama (RS) - Pavussu (PI) | - Peabiru (PR) - Peçanha (MG) - Pederneiras (SP) - Pé de Serra (BA) - Pedra (PE) - Pedra Azul (MG) - Pedra Bela (SP) - Pedra Bonita (MG) - Pedra Branca (CE) - Pedra Branca (PB) - Pedra Branca do Amapari (AP) - Pedra do Anta (MG) - Pedra do Indaiá (MG) - Pedra Dourada (MG) - Pedra Grande (RN) - Pedra Lavrada (PB) - Pedralva (MG) - Pedra Mole (SE) - Pedranópolis (SP) - Pedrão (BA) - Pedra Preta (MT) - Pedra Preta (RN) - Pedras Altas (RS) - Pedras de Fogo (PB) - Pedras de Maria da Cruz (MG) - Pedras Grandes (SC) - Pedregulho (SP) - Pedreira (SP) - Pedreiras (MA) - Pedrinhas (SE) - Pedrinhas Paulista (SP) - Pedrinópolis (MG) - Pedro Afonso (TO) - Pedro Alexandre (BA) - Pedro Avelino (RN) - Pedro Canário (ES) - Pedro de Toledo (SP) - Pedro do Rosário (MA) - Pedro Gomes (MS) - Pedro II (PI) - Pedro Laurentino (PI) - Pedro Leopoldo (MG) - Pedro Osório (RS) - Pedro Régis (PB) - Pedro Teixeira (MG) - Pedro Velho (RN) - Peixe (TO) - Peixe-Boi (PA) - Peixoto de Azevedo (MT) - Pejuçara (RS) - Pelotas (RS) - Penaforte (CE) - Penalva (MA) - Penápolis (SP) - Pendências (RN) - Penedo (AL) - Penha (SC) - Pentecoste (CE) - Pequeri (MG) - Pequi (MG) - Pequizeiro (TO) - Perdigão (MG) - Perdizes (MG) - Perdões (MG) - Pereira Barreto (SP) - Pereiras (SP) - Pereiro (CE) - Peri Mirim (MA) - Periquito (MG) - Peritiba (SC) - Peritoró (MA) - Perobal (PR) - Pérola (PR) - Pérola d'Oeste (PR) - Perolândia (GO) - Peruíbe (SP) - Pescador (MG) - Pescaria Brava (SC) - Pesqueira (PE) - Petrolândia (PE) - Petrolândia (SC) - Petrolina (PE) - Petrolina de Goiás (GO) - Petrópolis (RJ) - Piaçabuçu (AL) - Piacatu (SP) - Piancó (PB) - Piatã (BA) - Piau (MG) - Picada Café (RS) - Piçarra (PA) - Picos (PI) - Picuí (PB) - Piedade (SP) - Piedade de Caratinga (MG) - Piedade de Ponte Nova (MG) - Piedade do Rio Grande (MG) - Piedade dos Gerais (MG) - Piên (PR) - Pilão Arcado (BA) - Pilar (AL) - Pilar (PB) - Pilar de Goiás (GO) - Pilar do Sul (SP) - Pilões (PB) - Pilões (RN) - Pilõezinhos (PB) - Pimenta (MG) - Pimenta Bueno (RO) - Pimenteiras (PI) - Pimenteiras do Oeste (RO) - Pindaí (BA) - Pindamonhangaba (SP) - Pindaré-Mirim (MA) - Pindoba (AL) - Pindobaçu (BA) - Pindorama (SP) - Pindorama do Tocantins (TO) - Pindoretama (CE) - Pingo-d'Água (MG) - Pinhais (PR) - Pinhal (RS) - Pinhalão (PR) - Pinhal da Serra (RS) - Pinhal de São Bento (PR) - Pinhal Grande (RS) - Pinhalzinho (SC) - Pinhalzinho (SP) - Pinhão (PR) - Pinhão (SE) - Pinheiral (RJ) - Pinheirinho do Vale (RS) - Pinheiro (MA) - Pinheiro Machado (RS) - Pinheiro Preto (SC) - Pinheiros (ES) - Pintadas (BA) - Pinto Bandeira (RS) - Pintópolis (MG) - Pio IX (PI) - Pio XII (MA) - Piquerobi (SP) - Piquet Carneiro (CE) - Piquete (SP) - Piracaia (SP) - Piracanjuba (GO) - Piracema (MG) - Piracicaba (SP) - Piracuruca (PI) - Piraí (RJ) - Piraí do Norte (BA) - Piraí do Sul (PR) - Piraju (SP) - Pirajuba (MG) - Pirajuí (SP) - Pirambu (SE) - Piranga (MG) - Pirangi (SP) - Piranguçu (MG) - Piranguinho (MG) - Piranhas (AL) - Piranhas (GO) - Pirapemas (MA) - Pirapetinga (MG) - Pirapó (RS) - Pirapora (MG) - Pirapora do Bom Jesus (SP) - Pirapozinho (SP) - Piraquara (PR) - Piraquê (TO) - Pirassununga (SP) - Piratini (RS) - Piratininga (SP) - Piratuba (SC) - Piraúba (MG) - Pirenópolis (GO) - Pires do Rio (GO) - Pires Ferreira (CE) - Piripá (BA) - Piripiri (PI) - Piritiba (BA) - Pirpirituba (PB) - Pitanga (PR) - Pitangueiras (PR) - Pitangueiras (SP) - Pitangui (MG) - Pitimbu (PB) - Pium (TO) | - Piúma (ES) - Piumhi (MG) - Placas (PA) - Plácido de Castro (AC) - Planaltina (GO) - Planaltina do Paraná (PR) - Planaltino (BA) - Planalto (BA) - Planalto (PR) - Planalto (RS) - Planalto (SP) - Planalto Alegre (SC) - Planalto da Serra (MT) - Planura (MG) - Platina (SP) - Poá (SP) - Poção (PE) - Poção de Pedras (MA) - Pocinhos (PB) - Poço Branco (RN) - Poço Dantas (PB) - Poço das Antas (RS) - Poço das Trincheiras (AL) - Poço de José de Moura (PB) - Poções (BA) - Poço Fundo (MG) - Poconé (MT) - Poço Redondo (SE) - Poços de Caldas (MG) - Poço Verde (SE) - Pocrane (MG) - Pojuca (BA) - Poloni (SP) - Pombal (PB) - Pombos (PE) - Pomerode (SC) - Pompeia (SP) - Pompéu (MG) - Pongaí (SP) - Ponta de Pedras (PA) - Ponta Grossa (PR) - Pontal (SP) - Pontal do Araguaia (MT) - Pontal do Paraná (PR) - Pontalina (GO) - Pontalinda (SP) - Pontão (RS) - Ponta Porã (MS) - Ponte Alta (SC) - Ponte Alta do Bom Jesus (TO) - Ponte Alta do Norte (SC) - Ponte Alta do Tocantins (TO) - Ponte Branca (MT) - Ponte Nova (MG) - Ponte Preta (RS) - Pontes e Lacerda (MT) - Ponte Serrada (SC) - Pontes Gestal (SP) - Ponto Belo (ES) - Ponto Chique (MG) - Ponto dos Volantes (MG) - Ponto Novo (BA) - Populina (SP) - Porangaba (SP) - Poranga (CE) - Porangatu (GO) - Porciúncula (RJ) - Porecatu (PR) - Portalegre (RN) - Portão (RS) - Porteirão (GO) - Porteiras (CE) - Porteirinha (MG) - Portel (PA) - Portelândia (GO) - Porto (PI) - Porto Acre (AC) - Porto Alegre (RS) - Porto Alegre do Norte (MT) - Porto Alegre do Piauí (PI) - Porto Alegre do Tocantins (TO) - Porto Amazonas (PR) - Porto Barreiro (PR) - Porto Belo (SC) - Porto Calvo (AL) - Porto da Folha (SE) - Porto de Moz (PA) - Porto de Pedras (AL) - Porto do Mangue (RN) - Porto dos Gaúchos (MT) - Porto Esperidião (MT) - Porto Estrela (MT) - Porto Feliz (SP) - Porto Ferreira (SP) - Porto Firme (MG) - Porto Franco (MA) - Porto Grande (AP) - Porto Lucena (RS) - Porto Mauá (RS) - Porto Murtinho (MS) - Porto Nacional (TO) - Porto Real (RJ) - Porto Real do Colégio (AL) - Porto Rico (PR) - Porto Rico do Maranhão (MA) - Porto Seguro (BA) - Porto União (SC) - Porto Velho (RO) - Porto Vera Cruz (RS) - Porto Vitória (PR) - Porto Walter (AC) - Porto Xavier (RS) - Posse (GO) - Poté (MG) - Potengi (CE) - Potim (SP) - Potiraguá (BA) - Potirendaba (SP) - Potiretama (CE) - Pouso Alegre (MG) - Pouso Alto (MG) - Pouso Novo (RS) - Pouso Redondo (SC) - Poxoréu (MT) - Pracinha (SP) - Pracuúba (AP) - Prado (BA) - Prado Ferreira (PR) - Pradópolis (SP) - Prados (MG) - Praia Grande (SC) - Praia Grande (SP) - Praia Norte (TO) - Prainha (PA) - Pranchita (PR) - Prata (MG) - Prata (PB) - Prata do Piauí (PI) - Pratânia (SP) - Pratápolis (MG) - Pratinha (MG) - Presidente Alves (SP) - Presidente Bernardes (MG) - Presidente Bernardes (SP) - Presidente Castelo Branco (PR) - Presidente Castello Branco (SC) - Presidente Dutra (BA) - Presidente Dutra (MA) - Presidente Epitácio (SP) - Presidente Figueiredo (AM) - Presidente Getúlio (SC) - Presidente Jânio Quadros (BA) - Presidente Juscelino (MA) - Presidente Juscelino (MG) - Presidente Kennedy (ES) - Presidente Kennedy (TO) - Presidente Kubitschek (MG) - Presidente Lucena (RS) - Presidente Médici (MA) - Presidente Médici (RO) - Presidente Nereu (SC) - Presidente Olegário (MG) - Presidente Prudente (SP) - Presidente Sarney (MA) - Presidente Tancredo Neves (BA) - Presidente Vargas (MA) - Presidente Venceslau (SP) - Primavera (PA) - Primavera (PE) - Primavera de Rondônia (RO) - Primavera do Leste (MT) - Primeira Cruz (MA) - Primeiro de Maio (PR) - Princesa (SC) - Princesa Isabel (PB) - Professor Jamil (GO) - Progresso (RS) - Promissão (SP) - Propriá (SE) - Protásio Alves (RS) - Prudente de Morais (MG) - Prudentópolis (PR) - Pugmil (TO) - Pureza (RN) - Putinga (RS) - Puxinanã (PB) |

## Q
| | | |
| - Quadra (SP) - Quaraí (RS) - Quartel Geral (MG) - Quarto Centenário (PR) - Quatá (SP) - Quatiguá (PR) - Quatipuru (PA) - Quatis (RJ) - Quatro Barras (PR) - Quatro Irmãos (RS) - Quatro Pontes (PR) - Quebrangulo (AL) - Quedas do Iguaçu (PR) - Queimada Nova (PI) | - Queimadas (BA) - Queimadas (PB) - Queimados (RJ) - Queiroz (SP) - Queluzito (MG) - Queluz (SP) - Querência do Norte (PR) - Querência (MT) - Quevedos (RS) - Quijingue (BA) - Quilombo (SC) - Quinta do Sol (PR) - Quintana (SP) | - Quinze de Novembro (RS) - Quipapá (PE) - Quirinópolis (GO) - Quissamã (RJ) - Quitandinha (PR) - Quiterianópolis (CE) - Quixaba (PB) - Quixaba (PE) - Quixabeira (BA) - Quixadá (CE) - Quixelô (CE) - Quixeramobim (CE) - Quixeré (CE) |

## R
| | | |
| - Rafael Fernandes (RN) - Rafael Godeiro (RN) - Rafael Jambeiro (BA) - Rafard (SP) - Ramilândia (PR) - Rancharia (SP) - Rancho Alegre d'Oeste (PR) - Rancho Alegre (PR) - Rancho Queimado (SC) - Raposa (MA) - Raposos (MG) - Raul Soares (MG) - Realeza (PR) - Rebouças (PR) - Recife (PE) - Recreio (MG) - Recursolândia (TO) - Redenção (CE) - Redenção (PA) - Redenção da Serra (SP) - Redenção do Gurgueia (PI) - Redentora (RS) - Reduto (MG) - Regeneração (PI) - Regente Feijó (SP) - Reginópolis (SP) - Registro (SP) - Relvado (RS) - Remanso (BA) - Remígio (PB) - Renascença (PR) - Reriutaba (CE) - Resende (RJ) - Resende Costa (MG) - Reserva do Cabaçal (MT) - Reserva do Iguaçu (PR) - Reserva (PR) - Resplendor (MG) - Ressaquinha (MG) - Restinga (SP) - Restinga Sêca (RS) - Retirolândia (BA) - Riachão (MA) - Riachão (PB) - Riachão das Neves (BA) - Riachão do Bacamarte (PB) - Riachão do Dantas (SE) - Riachão do Jacuípe (BA) - Riachão do Poço (PB) - Riachinho (MG) - Riachinho (TO) - Riacho da Cruz (RN) - Riacho das Almas (PE) - Riacho de Santana (BA) - Riacho de Santana (RN) - Riacho de Santo Antônio (PB) - Riacho dos Cavalos (PB) - Riacho dos Machados (MG) - Riacho Frio (PI) - Riachuelo (RN) - Riachuelo (SE) - Rialma (GO) - Rianápolis (GO) - Ribamar Fiquene (MA) - Ribas do Rio Pardo (MS) - Ribeira (SP) | - Ribeira do Amparo (BA) - Ribeira do Piauí (PI) - Ribeira do Pombal (BA) - Ribeirão (PE) - Ribeirão Bonito (SP) - Ribeirão Branco (SP) - Ribeirão Cascalheira (MT) - Ribeirão Claro (PR) - Ribeirão Corrente (SP) - Ribeirão das Neves (MG) - Ribeirão do Largo (BA) - Ribeirão do Pinhal (PR) - Ribeirão dos Índios (SP) - Ribeirão do Sul (SP) - Ribeirão Grande (SP) - Ribeirão Pires (SP) - Ribeirão Preto (SP) - Ribeirão Vermelho (MG) - Ribeirãozinho (MT) - Ribeiro Gonçalves (PI) - Ribeirópolis (SE) - Rifaina (SP) - Rincão (SP) - Rinópolis (SP) - Rio Acima (MG) - Rio Azul (PR) - Rio Bananal (ES) - Rio Bom (PR) - Rio Bonito (RJ) - Rio Bonito do Iguaçu (PR) - Rio Branco (AC) - Rio Branco (MT) - Rio Branco do Ivaí (PR) - Rio Branco do Sul (PR) - Rio Brilhante (MS) - Rio Casca (MG) - Rio Claro (RJ) - Rio Claro (SP) - Rio Crespo (RO) - Rio da Conceição (TO) - Rio das Antas (SC) - Rio das Flores (RJ) - Rio das Ostras (RJ) - Rio das Pedras (SP) - Rio de Contas (BA) - Rio de Janeiro (RJ) - Rio do Antônio (BA) - Rio do Campo (SC) - Rio Doce (MG) - Rio do Fogo (RN) - Rio do Oeste (SC) - Rio do Pires (BA) - Rio do Prado (MG) - Rio dos Bois (TO) - Rio dos Cedros (SC) - Rio dos Índios (RS) - Rio do Sul (SC) - Rio Espera (MG) - Rio Formoso (PE) - Rio Fortuna (SC) - Rio Grande (RS) - Rio Grande da Serra (SP) - Rio Grande do Piauí (PI) - Riolândia (SP) - Rio Largo (AL) - Rio Manso (MG) - Rio Maria (PA) | - Rio Negrinho (SC) - Rio Negro (MS) - Rio Negro (PR) - Rio Novo (MG) - Rio Novo do Sul (ES) - Rio Paranaíba (MG) - Rio Pardo (RS) - Rio Pardo de Minas (MG) - Rio Piracicaba (MG) - Rio Pomba (MG) - Rio Preto (MG) - Rio Preto da Eva (AM) - Rio Quente (GO) - Rio Real (BA) - Rio Rufino (SC) - Rio Sono (TO) - Rio Tinto (PB) - Rio Verde (GO) - Rio Verde de Mato Grosso (MS) - Rio Vermelho (MG) - Riozinho (RS) - Riqueza (SC) - Ritápolis (MG) - Riversul (SP) - Roca Sales (RS) - Rochedo (MS) - Rochedo de Minas (MG) - Rodeio (SC) - Rodeio Bonito (RS) - Rodeiro (MG) - Rodelas (BA) - Rodolfo Fernandes (RN) - Rodrigues Alves (AC) - Rolador (RS) - Rolândia (PR) - Rolante (RS) - Rolim de Moura (RO) - Romaria (MG) - Romelândia (SC) - Roncador (PR) - Ronda Alta (RS) - Rondinha (RS) - Rondolândia (MT) - Rondon (PR) - Rondon do Pará (PA) - Rondonópolis (MT) - Roque Gonzales (RS) - Rorainópolis (RR) - Rosana (SP) - Rosário (MA) - Rosário da Limeira (MG) - Rosário do Catete (SE) - Rosário do Ivaí (PR) - Rosário do Sul (RS) - Rosário Oeste (MT) - Roseira (SP) - Roteiro (AL) - Rubelita (MG) - Rubiácea (SP) - Rubiataba (GO) - Rubim (MG) - Rubineia (SP) - Rurópolis (PA) - Russas (CE) - Ruy Barbosa (BA) - Ruy Barbosa (RN) |

## S
| | | |
| - Sabará (MG) - Sabáudia (PR) - Sabino (SP) - Sabinópolis (MG) - Saboeiro (CE) - Sacramento (MG) - Sagrada Família (RS) - Sagres (SP) - Sairé (PE) - Saldanha Marinho (RS) - Sales (SP) - Sales Oliveira (SP) - Salesópolis (SP) - Salete (SC) - Salgadinho (PB) - Salgadinho (PE) - Salgado (SE) - Salgado de São Félix (PB) - Salgado Filho (PR) - Salgueiro (PE) - Salinas (MG) - Salinas da Margarida (BA) - Salinópolis (PA) - Salitre (CE) - Salmourão (SP) - Saloá (PE) - Saltinho (SC) - Saltinho (SP) - Salto (SP) - Salto da Divisa (MG) - Salto de Pirapora (SP) - Salto do Céu (MT) - Salto do Itararé (PR) - Salto do Jacuí (RS) - Salto do Lontra (PR) - Salto Grande (SP) - Salto Veloso (SC) - Salvador (BA) - Salvador das Missões (RS) - Salvador do Sul (RS) - Salvaterra (PA) - Sambaíba (MA) - Sampaio (TO) - Sananduva (RS) - Sanclerlândia (GO) - Sandolândia (TO) - Sandovalina (SP) - Sangão (SC) - Sanharó (PE) - Santa Adélia (SP) - Santa Albertina (SP) - Santa Amélia (PR) - Santa Bárbara (BA) - Santa Bárbara (MG) - Santa Bárbara de Goiás (GO) - Santa Bárbara d'Oeste (SP) - Santa Bárbara do Leste (MG) - Santa Bárbara do Monte Verde (MG) - Santa Bárbara do Pará (PA) - Santa Bárbara do Sul (RS) - Santa Bárbara do Tugúrio (MG) - Santa Branca (SP) - Santa Brígida (BA) - Santa Carmem (MT) - Santa Cecília (PB) - Santa Cecília (SC) - Santa Cecília do Pavão (PR) - Santa Cecília do Sul (RS) - Santa Clara d'Oeste (SP) - Santa Clara do Sul (RS) - Santa Cruz (PB) - Santa Cruz (PE) - Santa Cruz (RN) - Santa Cruz Cabrália (BA) - Santa Cruz da Baixa Verde (PE) - Santa Cruz da Conceição (SP) - Santa Cruz da Esperança (SP) - Santa Cruz da Vitória (BA) - Santa Cruz das Palmeiras (SP) - Santa Cruz de Goiás (GO) - Santa Cruz de Minas (MG) - Santa Cruz de Monte Castelo (PR) - Santa Cruz de Salinas (MG) - Santa Cruz do Arari (PA) - Santa Cruz do Capibaribe (PE) - Santa Cruz do Escalvado (MG) - Santa Cruz do Piauí (PI) - Santa Cruz do Rio Pardo (SP) - Santa Cruz do Sul (RS) - Santa Cruz do Xingu (MT) - Santa Cruz dos Milagres (PI) - Santa Efigênia de Minas (MG) - Santa Ernestina (SP) - Santa Fé (PR) - Santa Fé de Goiás (GO) - Santa Fé de Minas (MG) - Santa Fé do Araguaia (TO) - Santa Fé do Sul (SP) - Santa Filomena (PE) - Santa Filomena (PI) - Santa Filomena do Maranhão (MA) - Santa Gertrudes (SP) - Santa Helena (MA) - Santa Helena (PB) - Santa Helena (PR) - Santa Helena (SC) - Santa Helena de Goiás (GO) - Santa Helena de Minas (MG) - Santa Inês (BA) - Santa Inês (MA) - Santa Inês (PB) - Santa Inês (PR) - Santa Isabel (GO) - Santa Isabel (SP) - Santa Isabel do Ivaí (PR) - Santa Izabel do Pará (PA) - Santa Isabel do Rio Negro (AM) - Santa Izabel do Oeste (PR) - Santa Juliana (MG) - Santa Leopoldina (ES) - Santa Lúcia (PR) - Santa Lúcia (SP) - Santaluz (BA) - Santa Luz (PI) - Santa Luzia (BA) - Santa Luzia (MA) - Santa Luzia (MG) - Santa Luzia (PB) - Santa Luzia d'Oeste (RO) - Santa Luzia do Itanhi (SE) - Santa Luzia do Norte (AL) - Santa Luzia do Pará (PA) - Santa Luzia do Paruá (MA) - Santa Margarida (MG) - Santa Margarida do Sul (RS) - Santa Maria (RN) - Santa Maria (RS) - Santa Maria da Boa Vista (PE) - Santa Maria das Barreiras (PA) - Santa Maria da Serra (SP) - Santa Maria da Vitória (BA) - Santa Maria de Itabira (MG) - Santa Maria do Cambucá (PE) - Santa Maria do Herval (RS) - Santa Maria de Jetibá (ES) - Santa Maria do Oeste (PR) - Santa Maria do Pará (PA) - Santa Maria do Salto (MG) - Santa Maria do Suaçuí (MG) - Santa Maria do Tocantins (TO) - Santa Maria Madalena (RJ) - Santa Mariana (PR) - Santa Mercedes (SP) - Santa Mônica (PR) - Santana (AP) - Santana (BA) - Santana da Boa Vista (RS) - Santana da Ponte Pensa (SP) - Santana da Vargem (MG) - Santana de Cataguases (MG) - Santana de Mangueira (PB) - Santana de Parnaíba (SP) - Santana de Pirapama (MG) - Santana do Acaraú (CE) - Santana do Araguaia (PA) - Santana do Cariri (CE) - Santana do Deserto (MG) - Santana do Garambéu (MG) - Santana do Ipanema (AL) - Santana do Itararé (PR) - Santana do Jacaré (MG) - Sant'Ana do Livramento (RS) - Santana do Manhuaçu (MG) - Santana do Maranhão (MA) - Santana do Matos (RN) - Santana do Mundaú (AL) - Santana do Paraíso (MG) - Santana do Piauí (PI) - Santana do Riacho (MG) - Santana do São Francisco (SE) - Santana do Seridó (RN) - Santana dos Garrotes (PB) - Santana dos Montes (MG) - Santanópolis (BA) - Santa Quitéria (CE) - Santa Quitéria do Maranhão (MA) - Santarém (PA) - Santarém Novo (PA) - Santa Rita (MA) - Santa Rita (PB) - Santa Rita de Caldas (MG) - Santa Rita de Cássia (BA) - Santa Rita de Jacutinga (MG) - Santa Rita de Minas (MG) - Santa Rita do Araguaia (GO) - Santa Rita d'Oeste (SP) - Santa Rita de Ibitipoca (MG) - Santa Rita do Itueto (MG) - Santa Rita do Novo Destino (GO) - Santa Rita do Pardo (MS) - Santa Rita do Passa Quatro (SP) - Santa Rita do Sapucaí (MG) - Santa Rita do Tocantins (TO) - Santa Rita do Trivelato (MT) - Santa Rosa (RS) - Santa Rosa da Serra (MG) - Santa Rosa de Goiás (GO) - Santa Rosa de Lima (SC) - Santa Rosa de Lima (SE) - Santa Rosa de Viterbo (SP) - Santa Rosa do Piauí (PI) - Santa Rosa do Purus (AC) - Santa Rosa do Sul (SC) - Santa Rosa do Tocantins (TO) - Santa Salete (SP) - Santa Teresa (ES) - Santa Teresinha (BA) - Santa Tereza (RS) - Santa Tereza de Goiás (GO) - Santa Tereza do Oeste (PR) - Santa Tereza do Tocantins (TO) - Santa Terezinha (MT) - Santa Terezinha (PB) - Santa Terezinha (PE) - Santa Terezinha (SC) - Santa Terezinha de Goiás (GO) - Santa Terezinha de Itaipu (PR) - Santa Terezinha do Progresso (SC) - Santa Terezinha do Tocantins (TO) - Santa Vitória (MG) - Santa Vitória do Palmar (RS) - Santiago (RS) - Santiago do Sul (SC) - Santo Afonso (MT) - Santo Amaro (BA) - Santo Amaro da Imperatriz (SC) - Santo Amaro das Brotas (SE) - Santo Amaro do Maranhão (MA) - Santo Anastácio (SP) - Santo André (PB) - Santo André (SP) - Santo Ângelo (RS) - Santo Antônio (RN) - Santo Antônio da Alegria (SP) - Santo Antônio da Barra (GO) - Santo Antônio da Patrulha (RS) - Santo Antônio da Platina (PR) - Santo Antônio das Missões (RS) - Santo Antônio de Goiás (GO) - Santo Antônio de Jesus (BA) - Santo Antônio de Lisboa (PI) - Santo Antônio de Pádua (RJ) - Santo Antônio de Posse (SP) - Santo Antônio do Amparo (MG) - Santo Antônio do Aracanguá (SP) - Santo Antônio do Aventureiro (MG) - Santo Antônio do Caiuá (PR) - Santo Antônio do Descoberto (GO) - Santo Antônio do Grama (MG) - Santo Antônio do Içá (AM) - Santo Antônio do Itambé (MG) - Santo Antônio do Jacinto (MG) - Santo Antônio do Jardim (SP) - Santo Antônio do Leste (MT) - Santo Antônio de Leverger (MT) - Santo Antônio do Monte (MG) - Santo Antônio do Palma (RS) - Santo Antônio do Paraíso (PR) - Santo Antônio do Pinhal (SP) - Santo Antônio do Planalto (RS) - Santo Antônio do Retiro (MG) | - Santo Antônio do Rio Abaixo (MG) - Santo Antônio dos Lopes (MA) - Santo Antônio dos Milagres (PI) - Santo Antônio do Sudoeste (PR) - Santo Antônio do Tauá (PA) - Santo Augusto (RS) - Santo Cristo (RS) - Santo Estêvão (BA) - Santo Expedito (SP) - Santo Expedito do Sul (RS) - Santo Hipólito (MG) - Santo Inácio (PR) - Santo Inácio do Piauí (PI) - Santópolis do Aguapeí (SP) - Santos (SP) - Santos Dumont (MG) - São Benedito (CE) - São Benedito do Rio Preto (MA) - São Benedito do Sul (PE) - São Bento (MA) - São Bento (PB) - São Bento Abade (MG) - São Bento de Pombal (PB) - São Bento do Norte (RN) - São Bento do Sapucaí (SP) - São Bento do Sul (SC) - São Bento do Tocantins (TO) - São Bento do Trairi (RN) - São Bento do Una (PE) - São Bernardino (SC) - São Bernardo (MA) - São Bernardo do Campo (SP) - São Bonifácio (SC) - São Borja (RS) - São Brás (AL) - São Brás do Suaçuí (MG) - São Braz do Piauí (PI) - São Caetano (PE) - São Caetano de Odivelas (PA) - São Caetano do Sul (SP) - São Carlos (SC) - São Carlos (SP) - São Carlos do Ivaí (PR) - São Cristóvão (SE) - São Cristóvão do Sul (SC) - São Desidério (BA) - São Domingos (BA) - São Domingos (GO) - São Domingos (PB) - São Domingos (SC) - São Domingos (SE) - São Domingos das Dores (MG) - São Domingos do Araguaia (PA) - São Domingos do Azeitão (MA) - São Domingos do Capim (PA) - São Domingos do Cariri (PB) - São Domingos do Maranhão (MA) - São Domingos do Norte (ES) - São Domingos do Prata (MG) - São Domingos do Sul (RS) - São Felipe (BA) - São Felipe d'Oeste (RO) - São Félix (BA) - São Félix de Balsas (MA) - São Félix de Minas (MG) - São Félix do Araguaia (MT) - São Félix do Coribe (BA) - São Félix do Piauí (PI) - São Félix do Tocantins (TO) - São Félix do Xingu (PA) - São Fernando (RN) - São Fidélis (RJ) - São Francisco (MG) - São Francisco (PB) - São Francisco (SE) - São Francisco (SP) - São Francisco de Assis (RS) - São Francisco de Assis do Piauí (PI) - São Francisco de Goiás (GO) - São Francisco de Itabapoana (RJ) - São Francisco de Paula (MG) - São Francisco de Paula (RS) - São Francisco de Sales (MG) - São Francisco do Brejão (MA) - São Francisco do Conde (BA) - São Francisco do Glória (MG) - São Francisco do Guaporé (RO) - São Francisco do Maranhão (MA) - São Francisco do Oeste (RN) - São Francisco do Pará (PA) - São Francisco do Piauí (PI) - São Francisco do Sul (SC) - São Gabriel (BA) - São Gabriel (RS) - São Gabriel da Cachoeira (AM) - São Gabriel da Palha (ES) - São Gabriel do Oeste (MS) - São Geraldo (MG) - São Geraldo da Piedade (MG) - São Geraldo do Araguaia (PA) - São Geraldo do Baixio (MG) - São Gonçalo (RJ) - São Gonçalo do Abaeté (MG) - São Gonçalo do Amarante (CE) - São Gonçalo do Amarante (RN) - São Gonçalo do Gurgueia (PI) - São Gonçalo do Pará (MG) - São Gonçalo do Piauí (PI) - São Gonçalo do Rio Abaixo (MG) - São Gonçalo do Rio Preto (MG) - São Gonçalo do Sapucaí (MG) - São Gonçalo dos Campos (BA) - São Gotardo (MG) - São Jerônimo (RS) - São Jerônimo da Serra (PR) - São João (PE) - São João (PR) - São João Batista (MA) - São João Batista (SC) - São João Batista do Glória (MG) - São João da Baliza (RR) - São João da Barra (RJ) - São João da Boa Vista (SP) - São João da Canabrava (PI) - São João da Fronteira (PI) - São João da Lagoa (MG) - São João d'Aliança (GO) - São João da Mata (MG) - São João da Paraúna (GO) - São João da Ponta (PA) - São João da Ponte (MG) - São João das Duas Pontes (SP) - São João da Serra (PI) - São João das Missões (MG) - São João da Urtiga (RS) - São João da Varjota (PI) - São João de Iracema (SP) - São João del-Rei (MG) - São João de Meriti (RJ) - São João de Pirabas (PA) - São João do Araguaia (PA) - São João do Arraial (PI) - São João do Caiuá (PR) - São João do Cariri (PB) - São João do Caru (MA) - São João do Itaperiú (SC) - São João do Ivaí (PR) - São João do Jaguaribe (CE) - São João do Manhuaçu (MG) - São João do Manteninha (MG) - São João do Oeste (SC) - São João do Oriente (MG) - São João do Pacuí (MG) - São João do Paraíso (MA) - São João do Paraíso (MG) - São João do Pau-d'Alho (SP) - São João do Piauí (PI) - São João do Polêsine (RS) - São João do Rio do Peixe (PB) - São João do Sabugi (RN) - São João do Soter (MA) - São João dos Patos (MA) - São João do Sul (SC) - São João do Tigre (PB) - São João do Triunfo (PR) - São João Evangelista (MG) - São João Nepomuceno (MG) - São Joaquim (SC) - São Joaquim da Barra (SP) - São Joaquim de Bicas (MG) - São Joaquim do Monte (PE) - São Jorge (RS) - São Jorge d'Oeste (PR) - São Jorge do Ivaí (PR) - São Jorge do Patrocínio (PR) - São José (SC) - São José da Barra (MG) - São José da Bela Vista (SP) - São José da Boa Vista (PR) - São José da Coroa Grande (PE) - São José da Lagoa Tapada (PB) - São José da Laje (AL) - São José da Lapa (MG) - São José da Safira (MG) - São José das Missões (RS) - São José das Palmeiras (PR) - São José da Tapera (AL) - São José da Varginha (MG) - São José da Vitória (BA) - São José de Caiana (PB) - São José de Espinharas (PB) - São José de Mipibu (RN) - São José de Piranhas (PB) - São José de Princesa (PB) - São José de Ribamar (MA) - São José de Ubá (RJ) - São José do Alegre (MG) - São José do Barreiro (SP) - São José do Belmonte (PE) - São José do Bonfim (PB) - São José do Brejo do Cruz (PB) - São José do Calçado (ES) - São José do Campestre (RN) - São José do Cedro (SC) - São José do Cerrito (SC) - São José do Divino (MG) - São José do Divino (PI) - São José do Egito (PE) - São José do Goiabal (MG) - São José do Herval (RS) - São José do Hortêncio (RS) - São José do Inhacorá (RS) - São José do Jacuípe (BA) - São José do Jacuri (MG) - São José do Mantimento (MG) - São José do Norte (RS) - São José do Ouro (RS) - São José do Peixe (PI) - São José do Piauí (PI) - São José do Povo (MT) - São José do Rio Claro (MT) - São José do Rio Pardo (SP) - São José do Rio Preto (SP) - São José do Sabugi (PB) - São José dos Ausentes (RS) - São José dos Basílios (MA) - São José dos Campos (SP) - São José dos Cordeiros (PB) - São José do Seridó (RN) - São José dos Pinhais (PR) - São José dos Quatro Marcos (MT) - São José dos Ramos (PB) - São José do Sul (RS) - São José do Vale do Rio Preto (RJ) - São José do Xingu (MT) - São Julião (PI) - São Leopoldo (RS) - São Lourenço (MG) - São Lourenço da Mata (PE) - São Lourenço da Serra (SP) - São Lourenço do Oeste (SC) - São Lourenço do Piauí (PI) - São Lourenço do Sul (RS) - São Ludgero (SC) - São Luís (MA) - São Luís de Montes Belos (GO) - São Luís do Curu (CE) - São Luiz do Norte (GO) - São Luís do Piauí (PI) - São Luís do Quitunde (AL) - São Luiz (RR) - São Luiz do Paraitinga (SP) - São Luiz Gonzaga (RS) - São Luís Gonzaga do Maranhão (MA) - São Mamede (PB) - São Manoel do Paraná (PR) - São Manuel (SP) - São Marcos (RS) - São Martinho (RS) - São Martinho (SC) - São Martinho da Serra (RS) - São Mateus (ES) - São Mateus do Maranhão (MA) - São Mateus do Sul (PR) - São Miguel (RN) - São Miguel Arcanjo (SP) - São Miguel da Baixa Grande (PI) - São Miguel da Boa Vista (SC) - São Miguel das Matas (BA) - São Miguel das Missões (RS) - São Miguel de Taipu (PB) | - São Miguel do Aleixo (SE) - São Miguel do Anta (MG) - São Miguel do Araguaia (GO) - São Miguel do Fidalgo (PI) - São Miguel do Gostoso (RN) - São Miguel do Guamá (PA) - São Miguel do Guaporé (RO) - São Miguel do Iguaçu (PR) - São Miguel do Oeste (SC) - São Miguel do Passa-Quatro (GO) - São Miguel dos Campos (AL) - São Miguel dos Milagres (AL) - São Miguel do Tapuio (PI) - São Miguel do Tocantins (TO) - São Nicolau (RS) - São Patrício (GO) - São Paulo (SP) - São Paulo das Missões (RS) - São Paulo de Olivença (AM) - São Paulo do Potengi (RN) - São Pedro (RN) - São Pedro (SP) - São Pedro da Água Branca (MA) - São Pedro da Aldeia (RJ) - São Pedro da Cipa (MT) - São Pedro da Serra (RS) - São Pedro das Missões (RS) - São Pedro da União (MG) - São Pedro de Alcântara (SC) - São Pedro do Butiá (RS) - São Pedro do Iguaçu (PR) - São Pedro do Ivaí (PR) - São Pedro do Paraná (PR) - São Pedro do Piauí (PI) - São Pedro dos Crentes (MA) - São Pedro dos Ferros (MG) - São Pedro do Suaçuí (MG) - São Pedro do Sul (RS) - São Pedro do Turvo (SP) - São Rafael (RN) - São Raimundo das Mangabeiras (MA) - São Raimundo do Doca Bezerra (MA) - São Raimundo Nonato (PI) - São Roberto (MA) - São Romão (MG) - São Roque (SP) - São Roque de Minas (MG) - São Roque do Canaã (ES) - São Salvador do Tocantins (TO) - São Sebastião (AL) - São Sebastião (SP) - São Sebastião da Amoreira (PR) - São Sebastião da Bela Vista (MG) - São Sebastião da Boa Vista (PA) - São Sebastião da Grama (SP) - São Sebastião da Vargem Alegre (MG) - São Sebastião de Lagoa de Roça (PB) - São Sebastião do Alto (RJ) - São Sebastião do Anta (MG) - São Sebastião do Caí (RS) - São Sebastião do Maranhão (MG) - São Sebastião do Oeste (MG) - São Sebastião do Paraíso (MG) - São Sebastião do Passé (BA) - São Sebastião do Rio Preto (MG) - São Sebastião do Rio Verde (MG) - São Sebastião do Tocantins (TO) - São Sebastião do Uatumã (AM) - São Sebastião do Umbuzeiro (PB) - São Sepé (RS) - São Simão (GO) - São Simão (SP) - São Tomé das Letras (MG) - São Tiago (MG) - São Tomás de Aquino (MG) - São Tomé (PR) - São Tomé (RN) - São Valentim (RS) - São Valentim do Sul (RS) - São Valério (TO) - São Valério do Sul (RS) - São Vendelino (RS) - São Vicente (RN) - São Vicente (SP) - São Vicente de Minas (MG) - São Vicente do Seridó (PB) - São Vicente do Sul (RS) - São Vicente Ferrer (MA) - São Vicente Férrer (PE) - Sapé (PB) - Sapeaçu (BA) - Sapezal (MT) - Sapiranga (RS) - Sapopema (PR) - Sapucaia (PA) - Sapucaia (RJ) - Sapucaia do Sul (RS) - Sapucaí-Mirim (MG) - Saquarema (RJ) - Sarandi (PR) - Sarandi (RS) - Sarapuí (SP) - Sardoá (MG) - Sarutaiá (SP) - Sarzedo (MG) - Sátiro Dias (BA) - Satuba (AL) - Satubinha (MA) - Saubara (BA) - Saudade do Iguaçu (PR) - Saudades (SC) - Saúde (BA) - Schroeder (SC) - Seabra (BA) - Seara (SC) - Sebastianópolis do Sul (SP) - Sebastião Barros (PI) - Sebastião Laranjeiras (BA) - Sebastião Leal (PI) - Seberi (RS) - Sede Nova (RS) - Segredo (RS) - Selbach (RS) - Selvíria (MS) - Sem-Peixe (MG) - Senador Alexandre Costa (MA) - Senador Amaral (MG) - Senador Canedo (GO) - Senador Cortes (MG) - Senador Elói de Souza (RN) - Senador Firmino (MG) - Senador Georgino Avelino (RN) - Senador Guiomard (AC) - Senador José Bento (MG) - Senador José Porfírio (PA) - Senador La Rocque (MA) - Senador Modestino Gonçalves (MG) - Senador Pompeu (CE) - Senador Rui Palmeira (AL) - Senador Sá (CE) - Senador Salgado Filho (RS) - Sena Madureira (AC) - Sengés (PR) - Senhora de Oliveira (MG) - Senhora do Porto (MG) - Senhora dos Remédios (MG) - Senhor do Bonfim (BA) - Sentinela do Sul (RS) - Sento Sé (BA) - Serafina Corrêa (RS) - Sericita (MG) - Seringueiras (RO) - Sério (RS) - Seritinga (MG) - Seropédica (RJ) - Serra (ES) - Serra Alta (SC) - Serra Azul (SP) - Serra Azul de Minas (MG) - Serra Branca (PB) - Serra Caiada (RN) - Serra da Raiz (PB) - Serra da Saudade (MG) - Serra de São Bento (RN) - Serra do Mel (RN) - Serra do Navio (AP) - Serra do Ramalho (BA) - Serra dos Aimorés (MG) - Serra do Salitre (MG) - Serra Dourada (BA) - Serra Grande (PB) - Serrana (SP) - Serrania (MG) - Serra Negra (SP) - Serra Negra do Norte (RN) - Serrano do Maranhão (MA) - Serranópolis (GO) - Serranópolis de Minas (MG) - Serranópolis do Iguaçu (PR) - Serranos (MG) - Serra Nova Dourada (MT) - Serra Preta (BA) - Serra Redonda (PB) - Serraria (PB) - Serra Talhada (PE) - Serrinha (BA) - Serrinha (RN) - Serrinha dos Pintos (RN) - Serrita (PE) - Serro (MG) - Serrolândia (BA) - Sertaneja (PR) - Sertânia (PE) - Sertanópolis (PR) - Sertão (RS) - Sertão Santana (RS) - Sertãozinho (PB) - Sertãozinho (SP) - Sete Barras (SP) - Sete de Setembro (RS) - Sete Lagoas (MG) - Sete Quedas (MS) - Setubinha (MG) - Severiano de Almeida (RS) - Severiano Melo (RN) - Severínia (SP) - Siderópolis (SC) - Sidrolândia (MS) - Sigefredo Pacheco (PI) - Silva Jardim (RJ) - Silvânia (GO) - Silvanópolis (TO) - Silveira Martins (RS) - Silveirânia (MG) - Silveiras (SP) - Silves (AM) - Silvianópolis (MG) - Simão Dias (SE) - Simão Pereira (MG) - Simões (PI) - Simões Filho (BA) - Simolândia (GO) - Simonésia (MG) - Simplício Mendes (PI) - Sinimbu (RS) - Sinop (MT) - Siqueira Campos (PR) - Sirinhaém (PE) - Siriri (SE) - Sítio d'Abadia (GO) - Sítio do Mato (BA) - Sítio do Quinto (BA) - Sítio Novo (MA) - Sítio Novo (RN) - Sítio Novo do Tocantins (TO) - Sobradinho (BA) - Sobradinho (RS) - Sobrado (PB) - Sobral (CE) - Sobrália (MG) - Socorro (SP) - Socorro do Piauí (PI) - Solânea (PB) - Soledade (PB) - Soledade (RS) - Soledade de Minas (MG) - Solidão (PE) - Solonópole (CE) - Sombrio (SC) - Sonora (MS) - Sooretama (ES) - Sorocaba (SP) - Sorriso (MT) - Sossêgo (PB) - Soure (PA) - Sousa (PB) - Souto Soares (BA) - Sucupira (TO) - Sucupira do Norte (MA) - Sucupira do Riachão (MA) - Sud Mennucci (SP) - Sul Brasil (SC) - Sulina (PR) - Sumaré (SP) - Sumé (PB) - Sumidouro (RJ) - Surubim (PE) - Sussuapara (PI) - Suzanápolis (SP) - Suzano (SP) |

## T
| | | |
| - Tabaí (RS) - Tabaporã (MT) - Tabapuã (SP) - Tabatinga (AM) - Tabatinga (SP) - Tabira (PE) - Taboão da Serra (SP) - Tabocão (TO) - Tabocas do Brejo Velho (BA) - Taboleiro Grande (RN) - Tabuleiro do Norte (CE) - Tabuleiro (MG) - Tacaimbó (PE) - Tacaratu (PE) - Taciba (SP) - Tacima (PB) - Tacuru (MS) - Taguaí (SP) - Taguatinga (TO) - Taiaçu (SP) - Tailândia (PA) - Taiobeiras (MG) - Taió (SC) - Taipas do Tocantins (TO) - Taipu (RN) - Taiuva (SP) - Talismã (TO) - Tamandaré (PE) - Tamarana (PR) - Tambaú (SP) - Tamboara (PR) - Tamboril (CE) - Tamboril do Piauí (PI) - Tanabi (SP) - Tangará (RN) - Tangará (SC) - Tangará da Serra (MT) - Tanguá (RJ) - Tanhaçu (BA) - Tanque d'Arca (AL) - Tanque do Piauí (PI) - Tanque Novo (BA) - Tanquinho (BA) - Taparuba (MG) - Tapauá (AM) - Tapejara (PR) - Tapejara (RS) - Tapera (RS) - Taperoá (BA) - Taperoá (PB) - Tapes (RS) - Tapira (MG) - Tapira (PR) - Tapiraí (MG) - Tapiraí (SP) - Tapiramutá (BA) - Tapiratiba (SP) - Tapurah (MT) - Taquara (RS) - Taquaraçu de Minas (MG) - Taquaral (SP) - Taquaral de Goiás (GO) - Taquarana (AL) - Taquari (RS) - Taquaritinga (SP) - Taquaritinga do Norte (PE) - Taquarituba (SP) - Taquarivaí (SP) - Taquaruçu do Sul (RS) - Taquarussu (MS) - Tarabai (SP) - Tarauacá (AC) - Tarrafas (CE) - Tartarugalzinho (AP) - Tarumã (SP) - Tarumirim (MG) - Tasso Fragoso (MA) - Tatuí (SP) - Tauá (CE) - Taubaté (SP) | - Tavares (PB) - Tavares (RS) - Tefé (AM) - Teixeira (PB) - Teixeira de Freitas (BA) - Teixeira Soares (PR) - Teixeiras (MG) - Teixeirópolis (RO) - Tejuçuoca (CE) - Tejupá (SP) - Telêmaco Borba (PR) - Telha (SE) - Tenente Ananias (RN) - Tenente Laurentino Cruz (RN) - Tenente Portela (RS) - Tenório (PB) - Teodoro Sampaio (BA) - Teodoro Sampaio (SP) - Teofilândia (BA) - Teófilo Otoni (MG) - Teolândia (BA) - Teotônio Vilela (AL) - Terenos (MS) - Teresina (PI) - Teresina de Goiás (GO) - Teresópolis (RJ) - Terezinha (PE) - Terezópolis de Goiás (GO) - Terra Alta (PA) - Terra Boa (PR) - Terra de Areia (RS) - Terra Nova (BA) - Terra Nova (PE) - Terra Nova do Norte (MT) - Terra Rica (PR) - Terra Roxa (PR) - Terra Roxa (SP) - Terra Santa (PA) - Tesouro (MT) - Teutônia (RS) - Theobroma (RO) - Tianguá (CE) - Tibagi (PR) - Tibau do Sul (RN) - Tibau (RN) - Tietê (SP) - Tigrinhos (SC) - Tijucas (SC) - Tijucas do Sul (PR) - Timbaúba (PE) - Timbaúba dos Batistas (RN) - Timbé do Sul (SC) - Timbiras (MA) - Timbó (SC) - Timbó Grande (SC) - Timburi (SP) - Timon (MA) - Timóteo (MG) - Tio Hugo (RS) - Tiradentes (MG) - Tiradentes do Sul (RS) - Tiros (MG) - Tobias Barreto (SE) - Tocantínia (TO) - Tocantinópolis (TO) - Tocantins (MG) - Tocos do Moji (MG) - Toledo (MG) - Toledo (PR) - Tomar do Geru (SE) - Tomazina (PR) - Tombos (MG) - Tomé-Açu (PA) - Tonantins (AM) - Toritama (PE) - Torixoréu (MT) - Toropi (RS) - Torre de Pedra (SP) - Torres (RS) - Torrinha (SP) | - Touros (RN) - Trabiju (SP) - Tracuateua (PA) - Tracunhaém (PE) - Traipu (AL) - Trairão (PA) - Trairi (CE) - Trajano de Moraes (RJ) - Tramandaí (RS) - Travesseiro (RS) - Tremedal (BA) - Tremembé (SP) - Três Arroios (RS) - Três Barras do Paraná (PR) - Três Barras (SC) - Três Cachoeiras (RS) - Três Corações (MG) - Três Coroas (RS) - Três de Maio (RS) - Três Forquilhas (RS) - Três Fronteiras (SP) - Três Lagoas (MS) - Três Marias (MG) - Três Palmeiras (RS) - Três Passos (RS) - Três Pontas (MG) - Três Ranchos (GO) - Três Rios (RJ) - Treviso (SC) - Treze de Maio (SC) - Treze Tílias (SC) - Trizidela do Vale (MA) - Trindade (GO) - Trindade (PE) - Trindade do Sul (RS) - Triunfo (PB) - Triunfo (PE) - Triunfo (RS) - Triunfo Potiguar (RN) - Trombas (GO) - Trombudo Central (SC) - Tubarão (SC) - Tucano (BA) - Tucumã (PA) - Tucunduva (RS) - Tucuruí (PA) - Tufilândia (MA) - Tuiuti (SP) - Tumiritinga (MG) - Tunápolis (SC) - Tunas do Paraná (PR) - Tunas (RS) - Tuneiras do Oeste (PR) - Tuntum (MA) - Tupaciguara (MG) - Tupanatinga (PE) - Tupanci do Sul (RS) - Tupanciretã (RS) - Tupandi (RS) - Tuparendi (RS) - Tuparetama (PE) - Tupã (SP) - Tupãssi (PR) - Tupi Paulista (SP) - Tupirama (TO) - Tupiratins (TO) - Turiaçu (MA) - Turilândia (MA) - Turiúba (SP) - Turmalina (MG) - Turmalina (SP) - Turuçu (RS) - Tururu (CE) - Turvânia (GO) - Turvelândia (GO) - Turvo (PR) - Turvo (SC) - Turvolândia (MG) - Tutóia (MA) |

## U
| | | |
| - Uarini (AM) - Uauá (BA) - Ubá (MG) - Ubaí (MG) - Ubaíra (BA) - Ubaitaba (BA) - Ubajara (CE) - Ubaporanga (MG) - Ubarana (SP) - Ubatã (BA) - Ubatuba (SP) - Uberaba (MG) - Uberlândia (MG) - Ubirajara (SP) - Ubiratã (PR) - Ubiretama (RS) - Uchoa (SP) - Uibaí (BA) - Uiramutã (RR) - Uirapuru (GO) - Uiraúna (PB) - Ulianópolis (PA) - Umari (CE) | - Umarizal (RN) - Umbaúba (SE) - Umburanas (BA) - Umburatiba (MG) - Umbuzeiro (PB) - Umirim (CE) - Umuarama (PR) - Una (BA) - Unaí (MG) - União (PI) - União da Serra (RS) - União da Vitória (PR) - União de Minas (MG) - União do Oeste (SC) - União dos Palmares (AL) - União do Sul (MT) - União Paulista (SP) - Uniflor (PR) - Unistalda (RS) - Upanema (RN) - Uraí (PR) - Urandi (BA) - Urânia (SP) | - Urbano Santos (MA) - Uru (SP) - Uruaçu (GO) - Uruana (GO) - Uruana de Minas (MG) - Uruará (PA) - Urubici (SC) - Uruburetama (CE) - Urucânia (MG) - Urucará (AM) - Uruçuca (BA) - Uruçuí (PI) - Urucuia (MG) - Urucurituba (AM) - Uruguaiana (RS) - Uruoca (CE) - Urupá (RO) - Urupema (SC) - Urupês (SP) - Urussanga (SC) - Urutaí (GO) - Utinga (BA) |

## V
| | | |
| - Vacaria (RS) - Vale de São Domingos (MT) - Vale do Anari (RO) - Vale do Paraíso (RO) - Vale do Sol (RS) - Valença (BA) - Valença (RJ) - Valença do Piauí (PI) - Valente (BA) - Valentim Gentil (SP) - Vale Real (RS) - Vale Verde (RS) - Valinhos (SP) - Valparaíso (SP) - Valparaíso de Goiás (GO) - Vanini (RS) - Vargeão (SC) - Vargem (SC) - Vargem (SP) - Vargem Alegre (MG) - Vargem Alta (ES) - Vargem Bonita (MG) - Vargem Bonita (SC) - Vargem Grande (MA) - Vargem Grande do Rio Pardo (MG) - Vargem Grande do Sul (SP) - Vargem Grande Paulista (SP) - Varginha (MG) - Varjão (GO) - Varjão de Minas (MG) - Varjota (CE) - Varre-Sai (RJ) - Várzea (PB) - Várzea (RN) - Várzea Alegre (CE) - Várzea Branca (PI) - Várzea da Palma (MG) - Várzea da Roça (BA) - Várzea do Poço (BA) - Várzea Grande (MT) - Várzea Grande (PI) - Várzea Nova (BA) - Várzea Paulista (SP) - Varzedo (BA) - Varzelândia (MG) | - Vassouras (RJ) - Vazante (MG) - Venâncio Aires (RS) - Venda Nova do Imigrante (ES) - Venha-Ver (RN) - Ventania (PR) - Venturosa (PE) - Vera (MT) - Vera Cruz (BA) - Vera Cruz (RN) - Vera Cruz (RS) - Vera Cruz (SP) - Vera Cruz do Oeste (PR) - Vera Mendes (PI) - Veranópolis (RS) - Verdejante (PE) - Verdelândia (MG) - Verê (PR) - Vereda (BA) - Veredinha (MG) - Veríssimo (MG) - Vermelho Novo (MG) - Vertente do Lério (PE) - Vertentes (PE) - Vespasiano (MG) - Vespasiano Corrêa (RS) - Viadutos (RS) - Viamão (RS) - Viana (ES) - Viana (MA) - Vianópolis (GO) - Vicência (PE) - Vicente Dutra (RS) - Vicentina (MS) - Vicentinópolis (GO) - Viçosa (AL) - Viçosa (MG) - Viçosa (RN) - Viçosa do Ceará (CE) - Victor Graeff (RS) - Vidal Ramos (SC) - Videira (SC) - Vieiras (MG) - Vieirópolis (PB) - Vigia (PA) | - Vila Bela da Santíssima Trindade (MT) - Vila Boa (GO) - Vila Flores (RS) - Vila Flor (RN) - Vila Lângaro (RS) - Vila Maria (RS) - Vila Nova do Piauí (PI) - Vila Nova dos Martírios (MA) - Vila Nova do Sul (RS) - Vila Pavão (ES) - Vila Propício (GO) - Vila Rica (MT) - Vila Valério (ES) - Vila Velha (ES) - Vilhena (RO) - Vinhedo (SP) - Viradouro (SP) - Virgem da Lapa (MG) - Virgínia (MG) - Virginópolis (MG) - Virgolândia (MG) - Virmond (PR) - Visconde do Rio Branco (MG) - Vista Alegre (RS) - Vista Alegre do Alto (SP) - Vista Alegre do Prata (RS) - Vista Gaúcha (RS) - Vista Serrana (PB) - Vitória (ES) - Vitória Brasil (SP) - Vitória da Conquista (BA) - Vitória das Missões (RS) - Vitória de Santo Antão (PE) - Vitória do Jari (AP) - Vitória do Mearim (MA) - Vitória do Xingu (PA) - Vitorino (PR) - Vitorino Freire (MA) - Vitor Meireles (SC) - Viseu (PA) - Volta Grande (MG) - Volta Redonda (RJ) - Votorantim (SP) - Votuporanga (SP) |

## W
|                                                      |                                                              |                                                              |
| - Wagner (BA) - Wall Ferraz (PI) - Wanderlândia (TO) | - Wanderley (BA) - Wenceslau Braz (MG) - Wenceslau Braz (PR) | - Wenceslau Guimarães (BA) - Westfália (RS) - Witmarsum (SC) |

## X
|                                                              |                                             |                                                 |
| - Xambioá (TO) - Xambrê (PR) - Xangri-lá (RS) - Xanxerê (SC) | - Xapuri (AC) - Xavantina (SC) - Xaxim (SC) | - Xexéu (PE) - Xinguara (PA) - Xique-Xique (BA) |

## Z
|                               |                |               |
| - Zabelê (PB) - Zacarias (SP) | - Zé Doca (MA) | - Zortéa (SC) |